# Aqueduto da Água de Prata

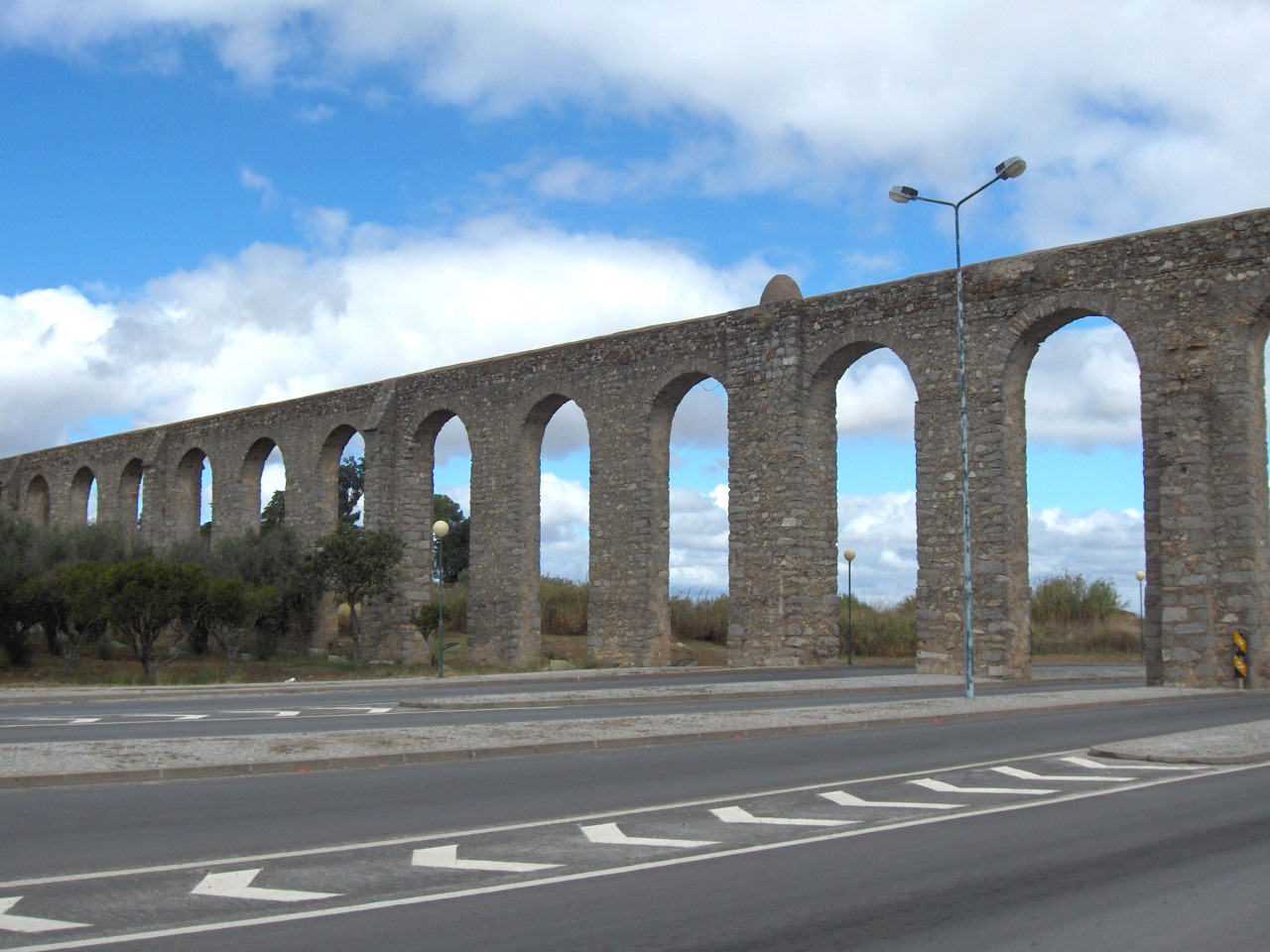
Aqueduto da Água de Prata

O Aqueduto da Água de Prata, conhecido também por Aqueduto da Água da Prata ou Aqueduto da Prata é uma complexa obra de engenharia hidráulica renascentista com o objectivo de abastecer a cidade de Évora com água.  Inaugurado no ano de  1537, foi edificado no reinado de D. João III e projectado e construído pelo arquitecto régio Francisco de Arruda. O aqueduto transporta água desde nascentes situadas na Graça do Divor, dentro dos terrenos do Convento São Bento de Castris, que "têm o seu primeiro principio na Herdade das Figueiras de Lobo", até à cidade de Évora percorrendo cerca de 18 km. É parte integrante do Centro Histórico de Évora incluído Lista do Património Mundial da UNESCO e está classificado como Monumento Nacional desde 1910. O aqueduto é um dos poucos desta época que continua a funcionar na actualidade, contribuindo para o abastecimento da cidade.
Devido à forte necessidade de preservação, o Aqueduto entrou para a lista bienal do World Monuments Watch.

## História

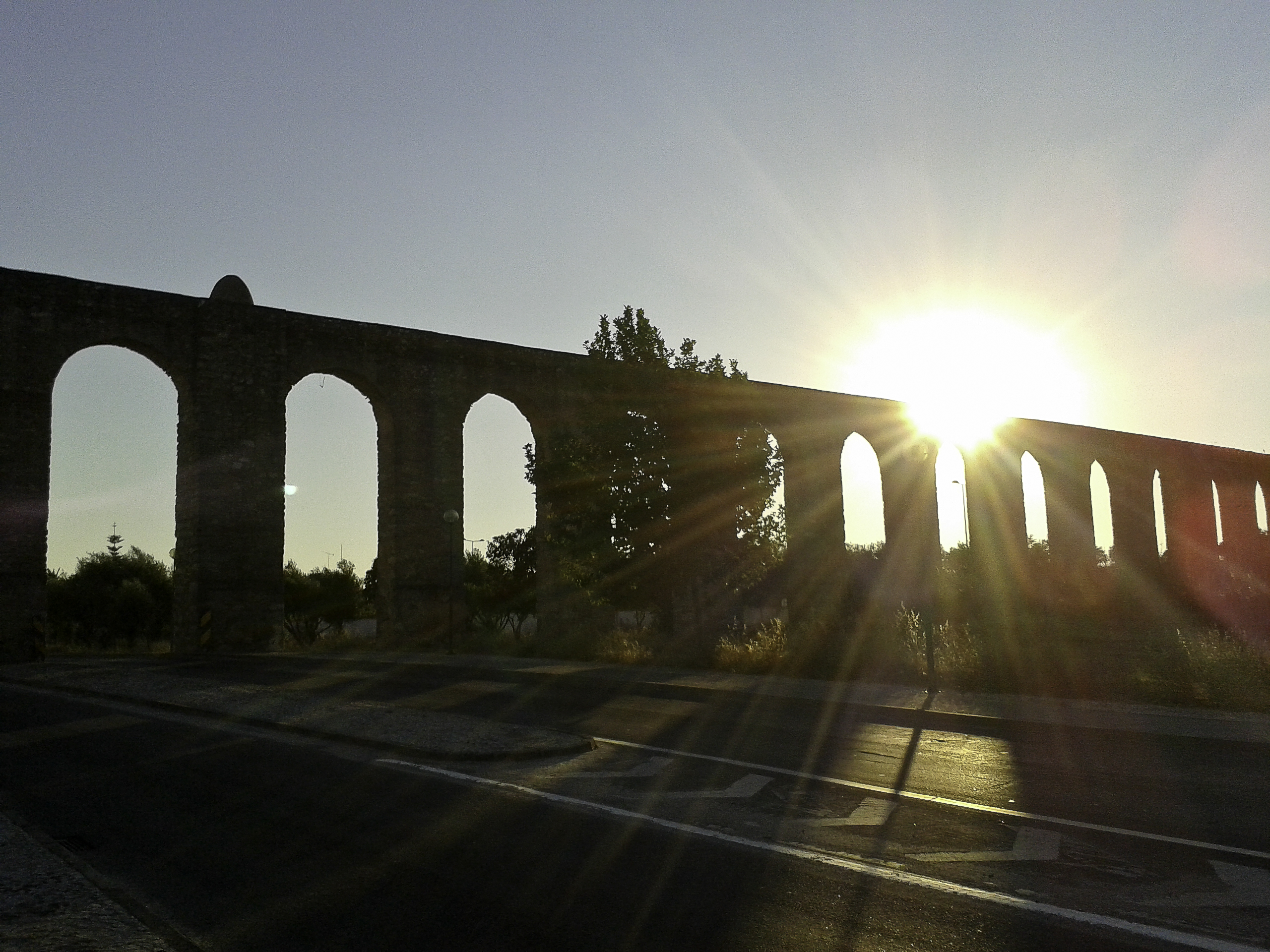
Arcadas do Aqueduto da Água da Prata na circular à muralha

Começou a ser construído em 1531, tendo sido inaugurado a 28 de Março de 1537, tem uma extensão que percorre cerca de 18 km desde a Graça do Divor , no convento são Bento de Castris, até ao seu destino final, a cidade de Évora. Foi mandado edificar por ordem do rei D. João III e foi projectado e construído pelo arquitecto  régio Francisco de Arruda. Segundo medições realizadas no início século XVII (1606), o antigo canal adutor quinhentista media 16.646 varas, que são 8.323 braças, o equivalente a 18.310,60 metros.

### Antecedentes

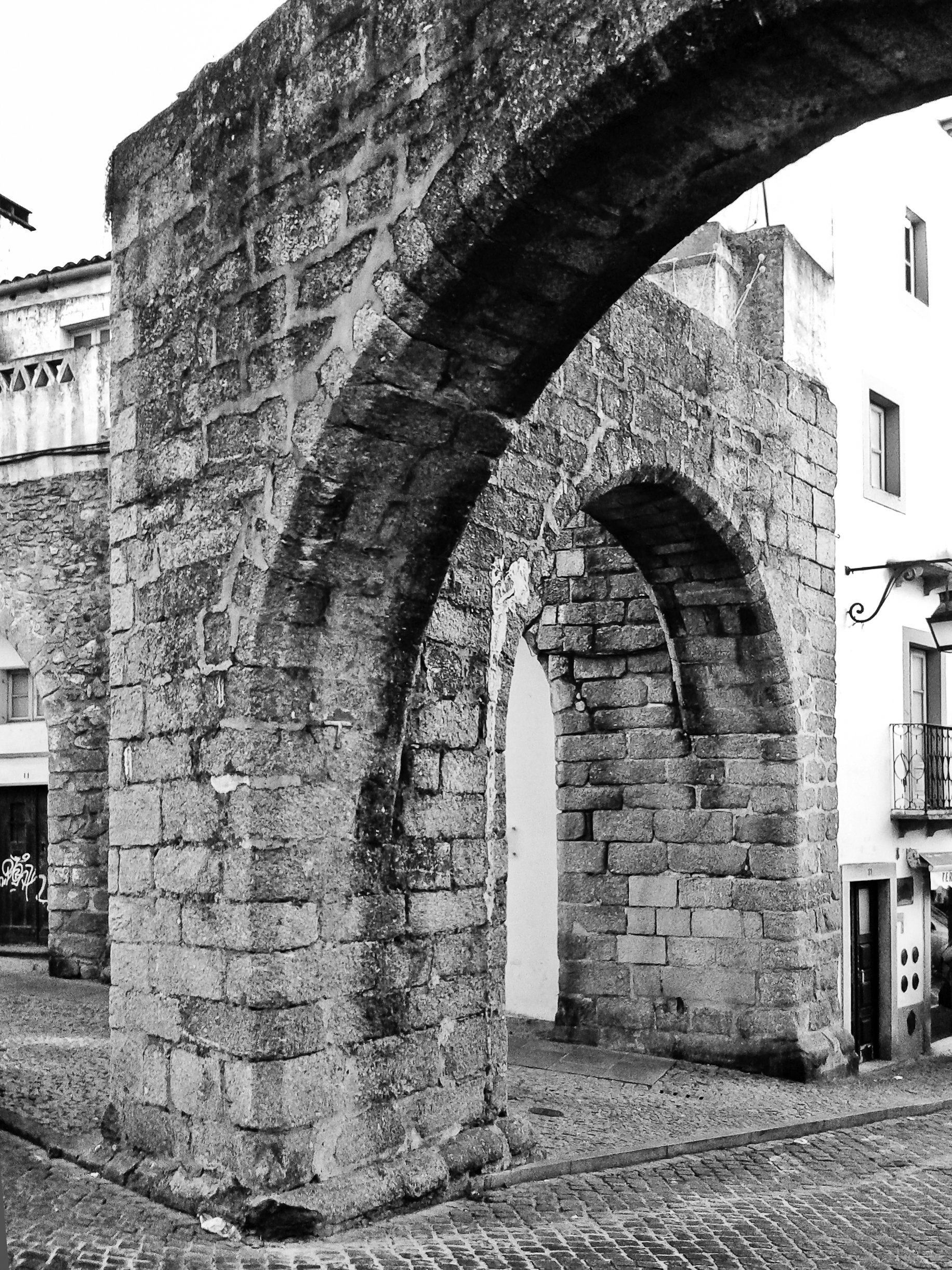
Arcadas a contornarem a paisagem urbana

O desenvolvimento vivido pela cidade no fim da Idade Média, levou a que Évora detivesse grande importância na estrutura urbana nacional. O rei D. João I  (1385 - 1433) classificou-a como segunda cidade do Reino e o rei D. Afonso V (1438 - 1481) escolheu-a para quartel-general das suas campanhas militares. No século XVI a cidade adquire um prestígio ainda maior, assistindo ao seu expoente máximo em termos de riqueza, importância política, económica e cultural dessa época. Neste século a corte passou a permanecer longas temporadas em Évora a partir do reinado de D. Manuel I, tendo como consequência a construção do Paço Real, de inúmeros palácios e casas abastadas de nobres, assim como conventos, igrejas, colégios e outros edifícios. É também deste século a fundação da Universidade de Évora pelo Cardeal D. Henrique.
Nas primeiras décadas do século XVI o abastecimento de água potável a Évora era manifestamente insuficiente, principalmente nos meses de verão. Com a agravante de que a falta de água facilitava o aparecimento de peste com as suas trágicas e mortais consequências. É importante considerar que a cidade de Évora tinha sofrido nas décadas anteriores três epidemias de peste com trágicas repercussões (1495, 1509, 1523).
Apesar da falta provas científicas consistentes, considera-se a possibilidade de ter existido um outro aqueduto, mais ou menos sobreposto ao aqueduto quinhentista, durante a ocupação romana, quando a Évora se chamava Ebora Liberalitas Iulia.

### Construção

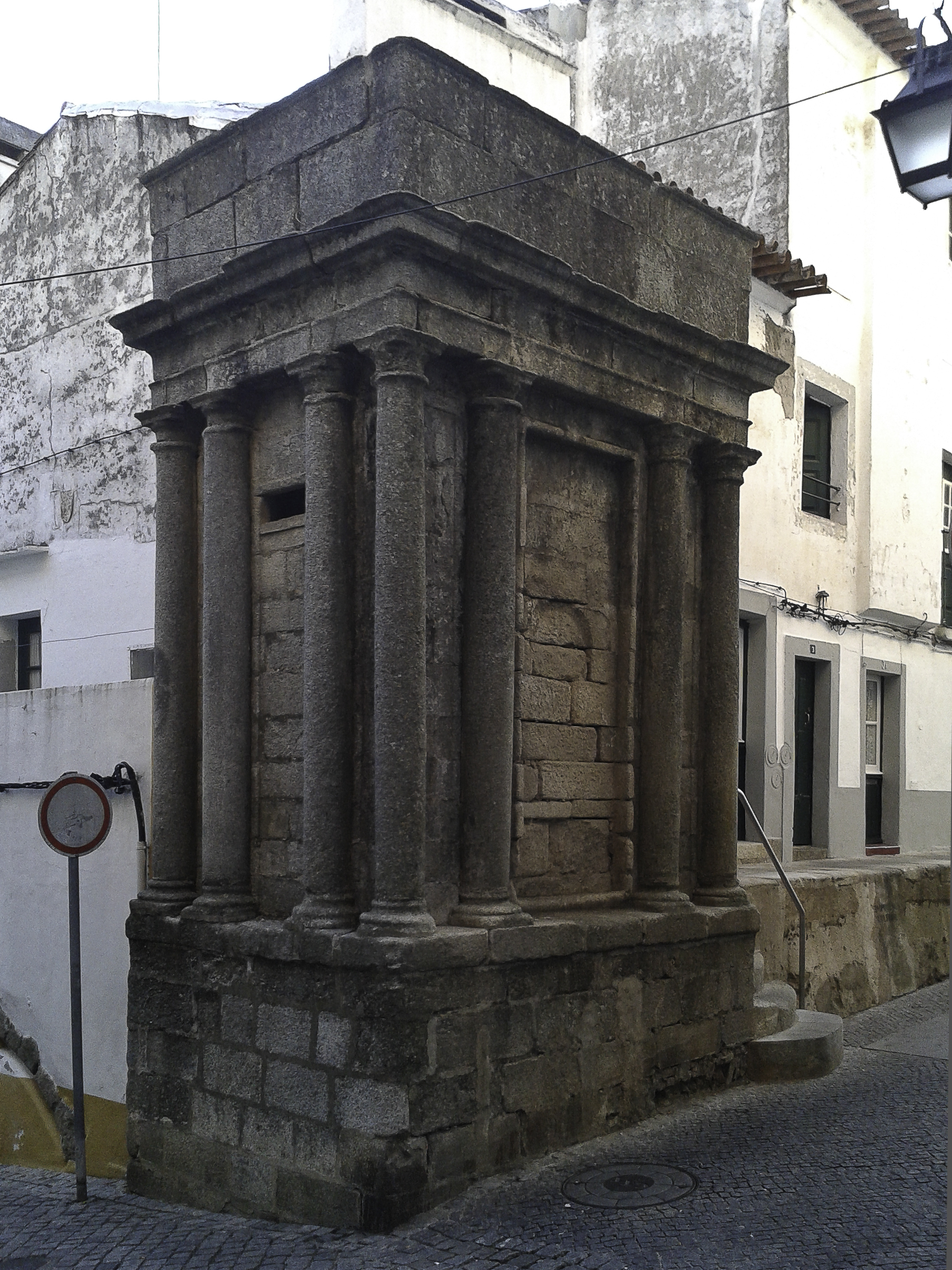
Caixa de água renascentista

Após uma espera de quatro décadas e duas vãs tentativas a obra foi finalmente concretizada em tempo reduzido. Nos anos 30 do século XVI D. João III mobilizou importantes recursos técnicos, humanos e financeiros para dotar a cidade com o mais extenso e complexo projecto de engenharia hidráulica do seu tempo. Para a construção do aqueduto também foi solicitado o contributo financeiro da nobreza de Évora com 691.640 rs., através de imposto das rendas da casa real para lançamento do "grandioso cano".

A descrição mais antiga que se conhece do aqueduto é do tempo do reinado de D. Filipe I de Portugal e consta no Regimento do Aqueduto da Água da Prata datado do ano de 1606: 
“…a primeira água que entra no cano Real, é nas minas onde ele tem seu princípio, que está na herdade de Rui Lopes Lobo, além da igreja de nossa Senhora da Graça do Divor […] estas minas têm dois canos apartados em dois braços muito bem feitos […] tem três palmos de largura, e seis de alto, com suas paredes de pedra e cal, coberto por cima de grandes pedras bem lavradas […] e como a água há-se ir ao nível, vão os canos em terra alta por baixo dela, as vezes em 25 palmos, e em partes em 30 palmos […] estes canos […] a certos passos tem luminarias para dar claridade a quem os visitar por dentro, tirando-lhe as pedras que as cobrem …”

### Restauros

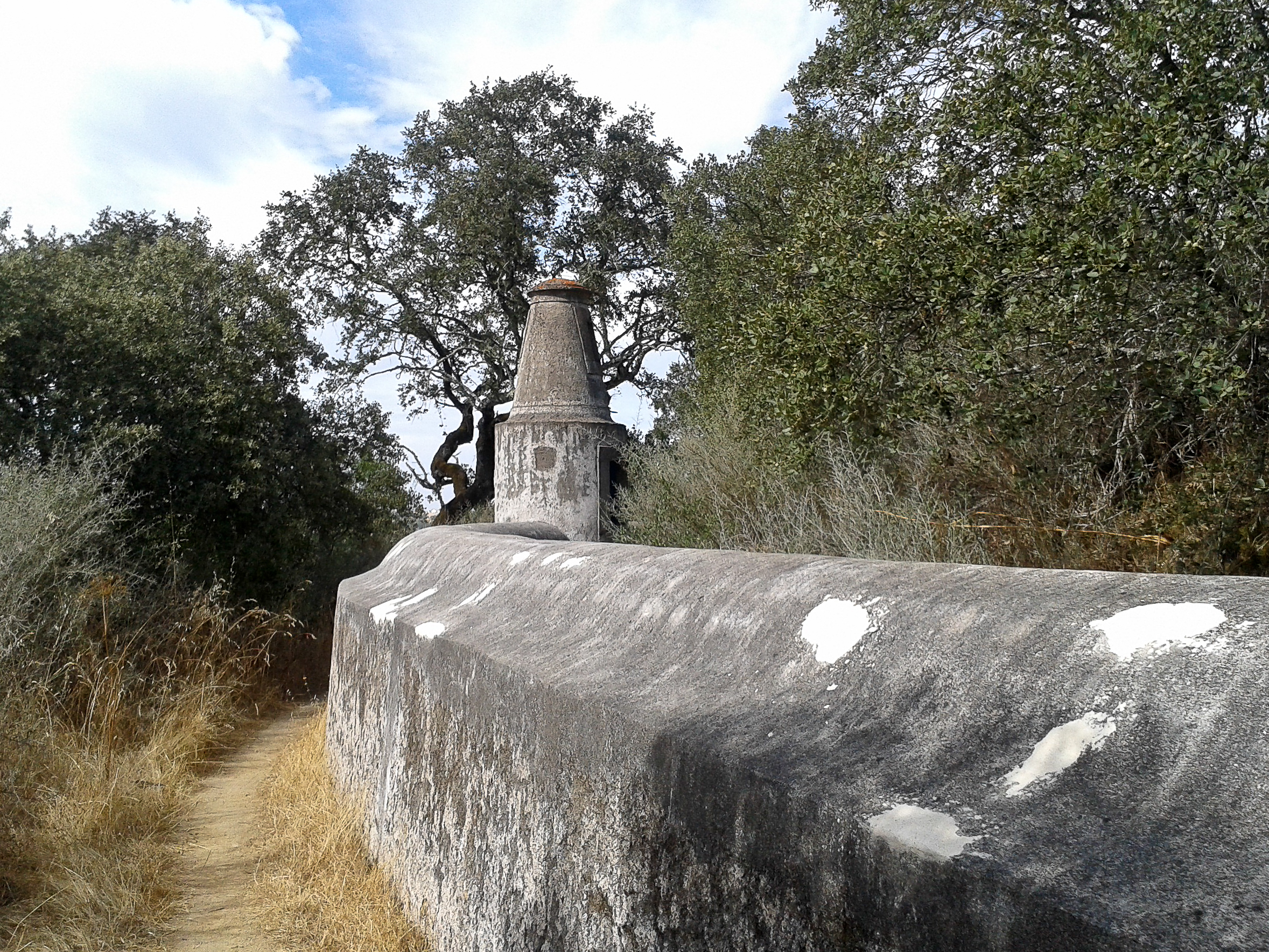
Caminho pedestre ao longo da parte restaurada no século XIX)

Ao longo dos seus quase cinco séculos de existência o aqueduto sofreu alguns restauros, alterações, acrescentos e demolições.  Em consequência dos danos que sofreu com a Guerra da Restauração foi alvo de remodelações no século XVII. Sempre mantendo o seu traçado original, foi também objecto de sucessivas beneficiações nos séculos XIX e XX. Originalmente levava a água até à Praça do Giraldo, então conhecida como Praça Grande.

## Categorias de proteção
Foi um dos sete aquedutos classificados como Monumento Nacional por decreto em 23 de junho de 1910.
A parte integrante do Centro Histórico de Évora está incluída na Lista do Património Mundial da UNESCO desde 1986.

## Na Literatura
Camões escreve sobre o aqueduto no seu poema épico, Os Lusíadas:
"Eis a nobre cidade, certo assento

Do rebelde Sertório antiguamente;

Onde ora as águas nítidas de argento,

Vem sustentar de longe a terra, e a gente;

Pelos arcos reaes, que cento e cento

Nos ares se alevantam nobremente;

Obedeceu por meio e ousadia

De Giraldo, que medos não temia"

## Património Natural

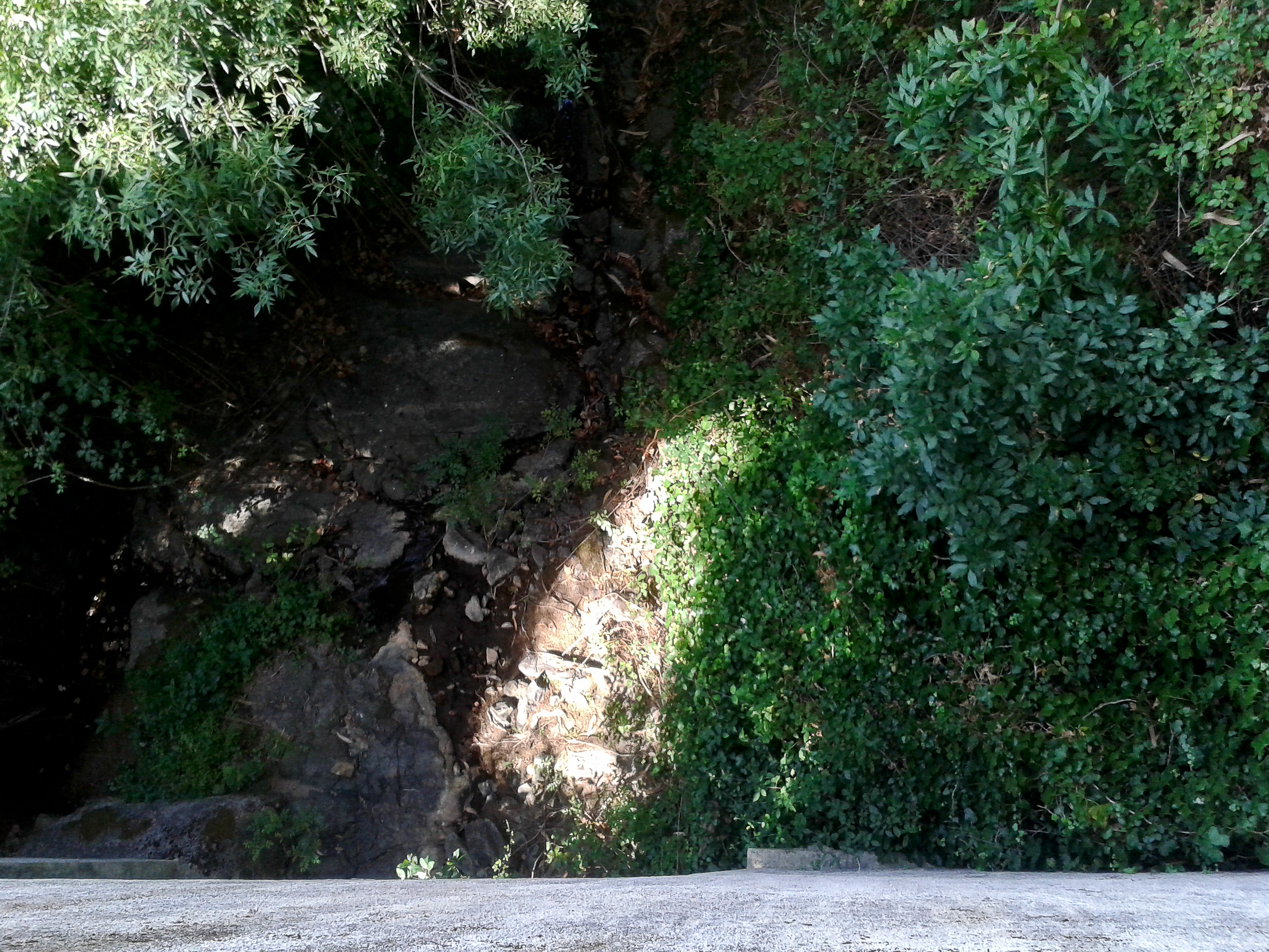
Ribeiro de Pombal por baixo do Cano Alto

Actualmente é possível percorrer o trajecto do aqueduto a pé ao longo de um caminho pedestre que faz parte dos percursos ambientais de Évora (que são um conjunto de itinerários traçados sobre infra-estruturas existentes à volta da cidade de Évora). O caminho está limpo, sinalizado e de fácil acesso para pessoas de todas as idades. Oferece a oportunidade de apreciar a paisagem envolvente, incluindo aspectos como as espécies vegetais, utilizações do solo, organização da paisagem e vegetação natural.

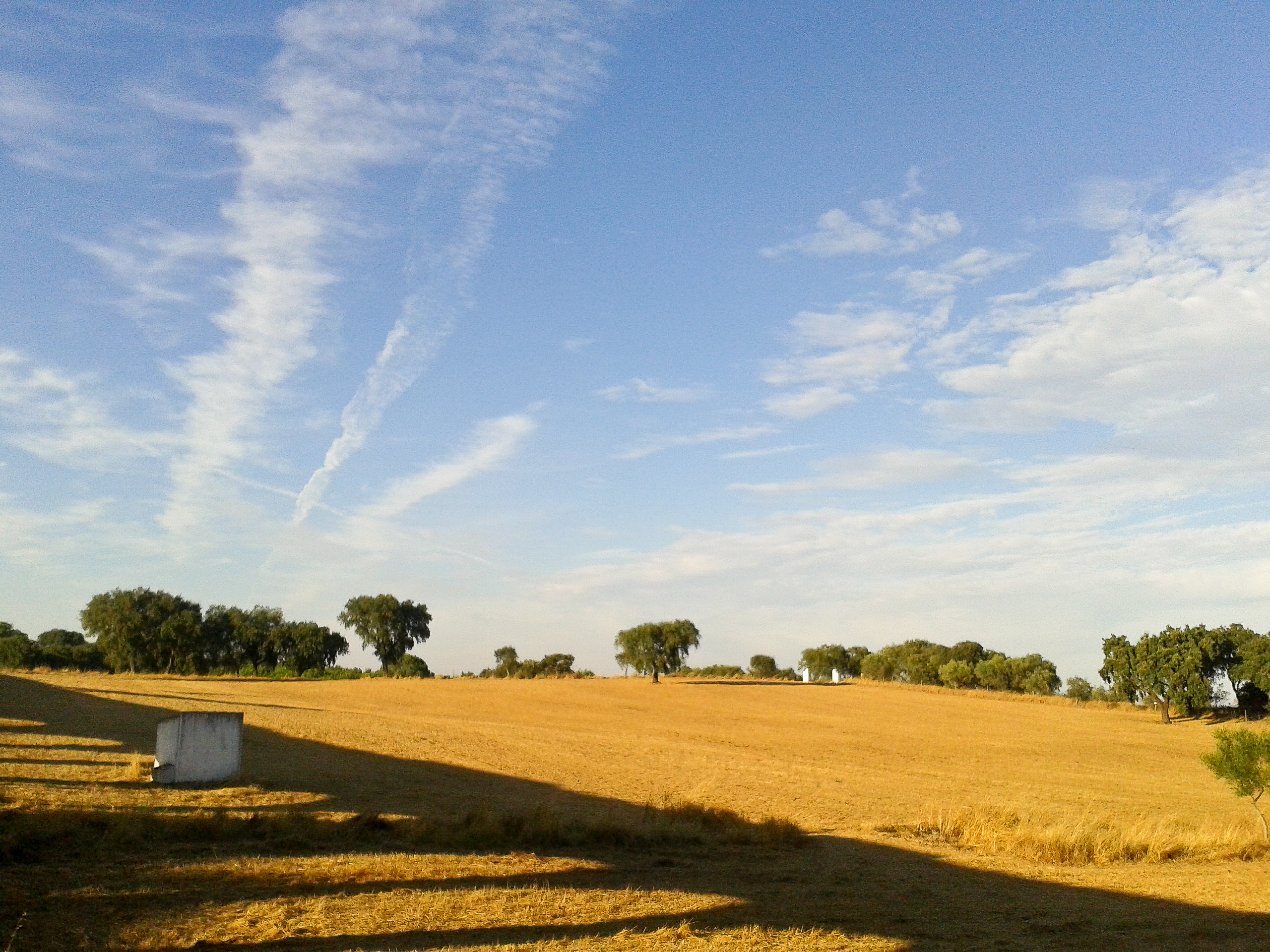
Pastagens ao lado do aqueduto

A paisagem que acompanha o aqueduto entre as Muralhas Fernandinas de Évora e as nascentes, num vale próximo da Igreja Paroquial de Nossa Senhora da Graça do Divor (Graça do Divor, Évora), nos campos do Convento São Bento de Castris, apresenta uma diversidade que passa por grandes áreas de pastagens e cultura de cereais em mosaico com bosquetes, bem como montados puros e mistos de sobreiro (Quercus suber) e azinheira (Quercus rotundifolia). Apesar da presença humana poder ser observada por toda a região, ainda é possível encontrar alguns elementos que facilitam a leitura da paisagem, como por exemplo, a orientação do relevo, as pequenas variações de altitude, o tipo de solo, a geologia ou as influências mediterrânicas. Em algumas encostas, afloramentos rochosos e enclaves de difícil acesso ainda existem manchas de vegetação natural e seminatural, cuja ação antropozoogénica é quase nula ou reduzida. De considerar que parte do caminho está limitado por cercas que impedem a observação pormenorizada de alguma da flora e agrupamentos vegetais.
A partir da Rua Cândido dos Reis tem-se uma visão sobre 9 km de aqueduto.

## Nome
O nome do aqueduto eborense é "Água da Prata" e não o habitualmente referido "Água de Prata". Apesar de por vezes se remontar o dito nome do aqueduto à sua onerosa construção (terá custado muitas pratas), a verdadeira razão está ligada às águas cristalinas e puras da fonte da Prata onde inicia.

## Vistas panorâmicas

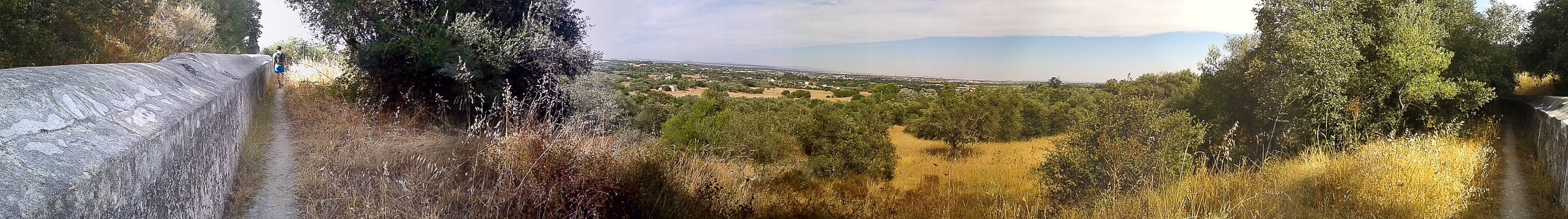
Panorâmica do Aqueduto da Água da Prata ao lado de olival ao longo do percurso ambiental

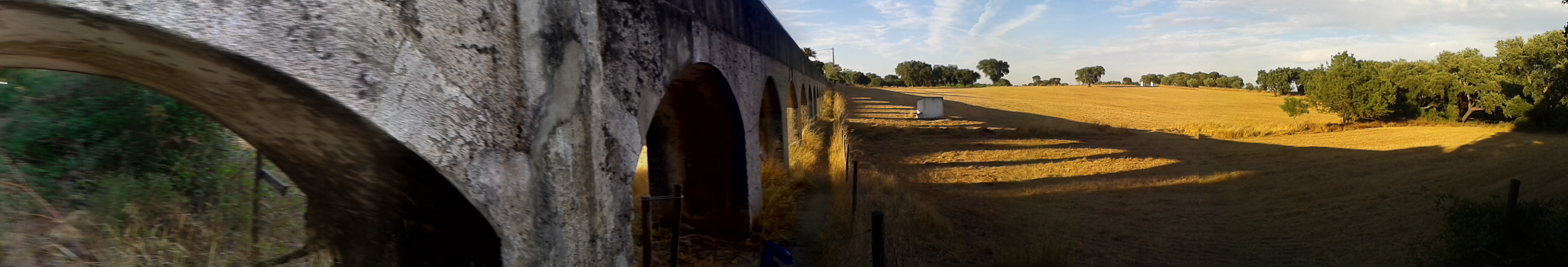
Panorâmica do Aqueduto da Água da Prata ao lado de pasto ao longo do percurso ambiental

## Galeria

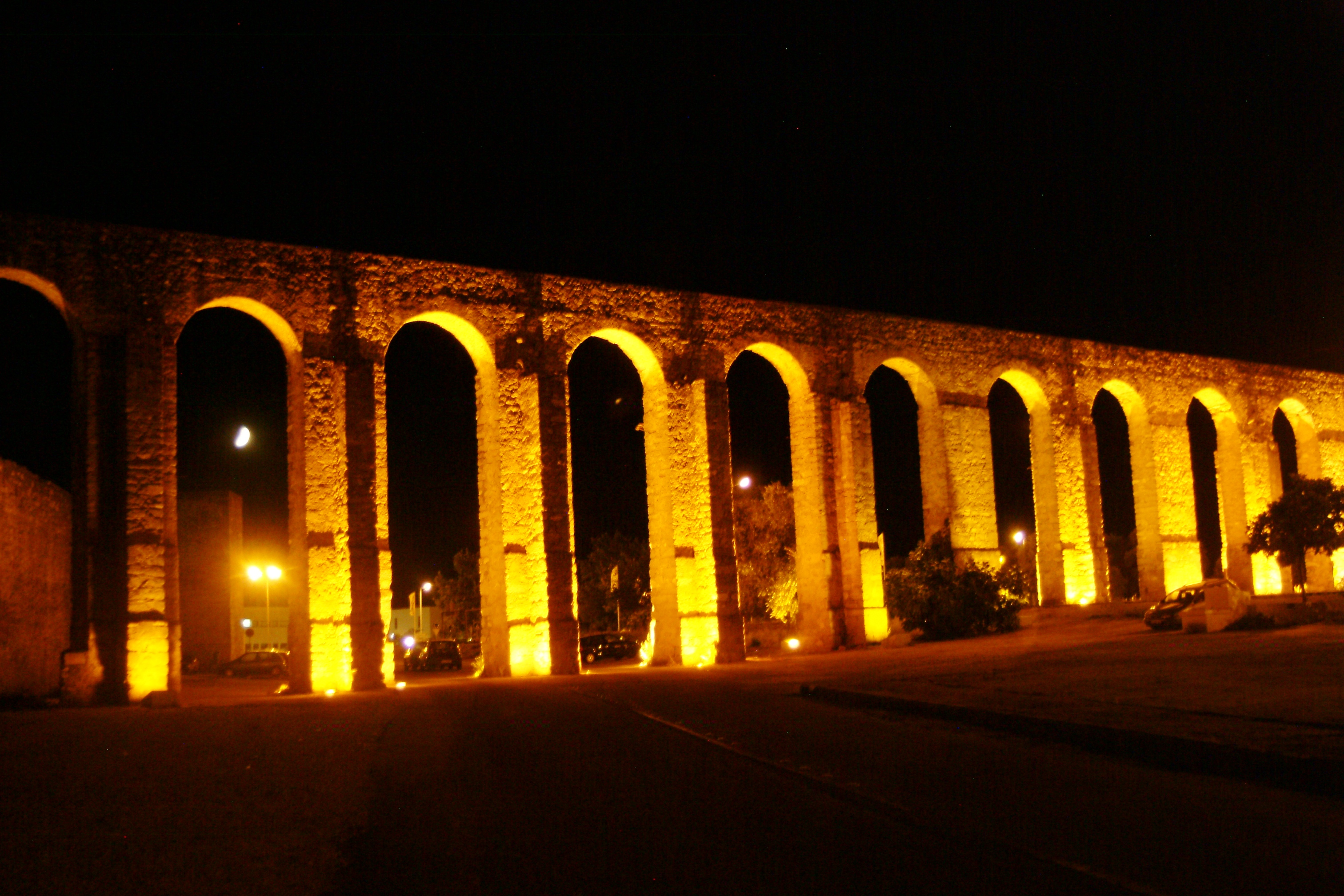
Aqueduto da Prata ou Cano da Água da Prata
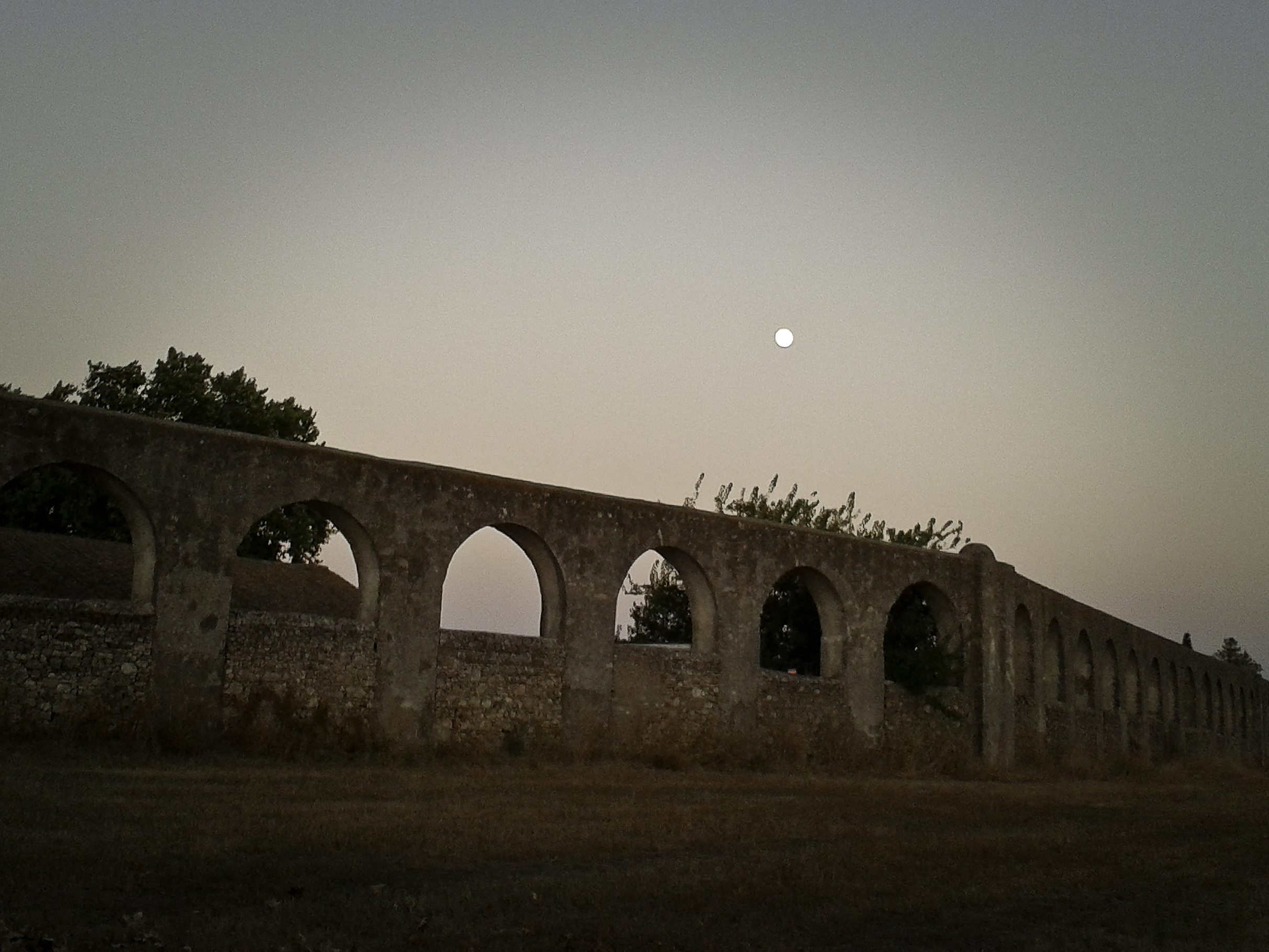
Aqueduto da Água da Prata à direita do Convento dos Capuchos
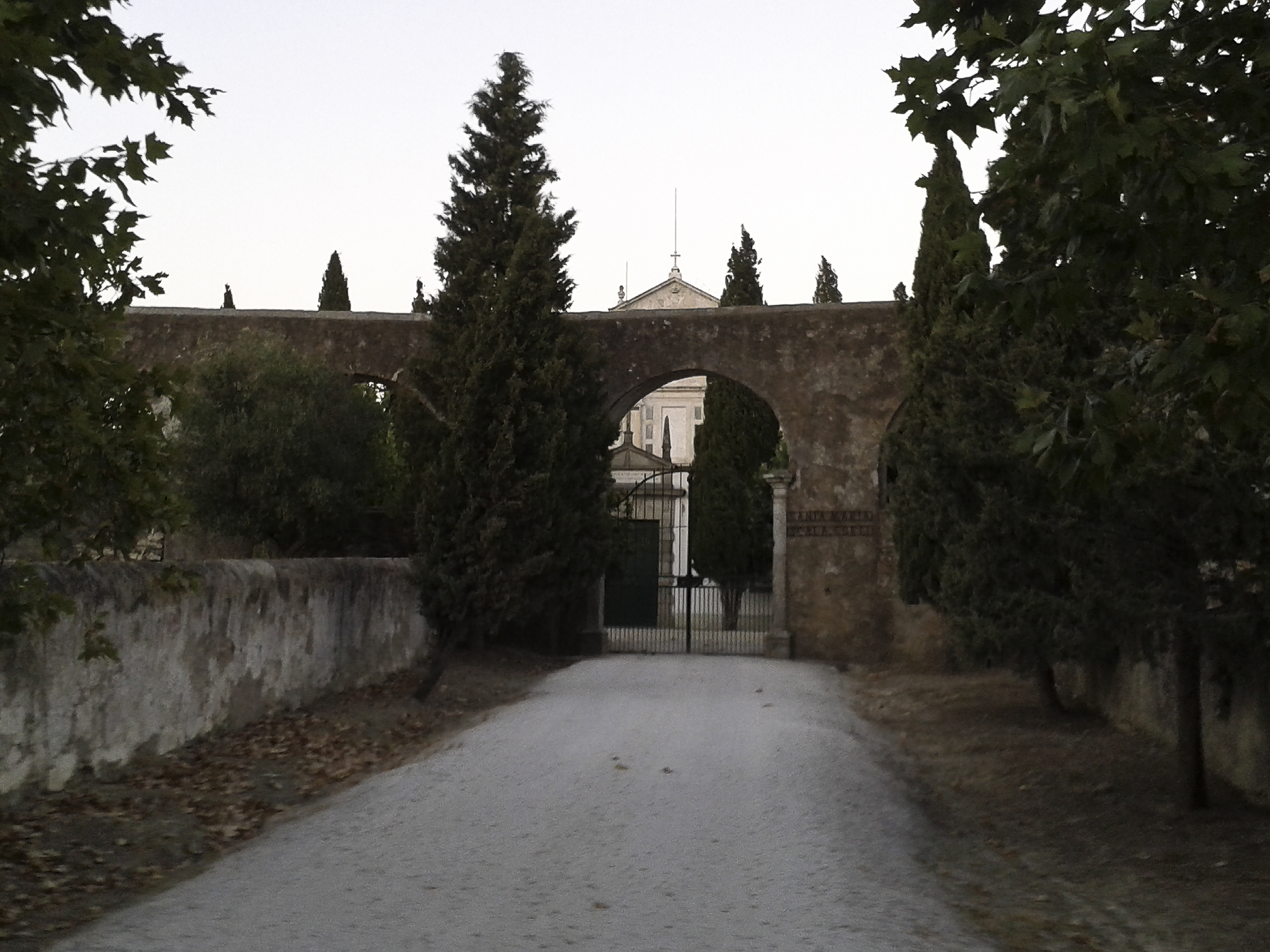
Aqueduto da Água da Prata à frente do Convento dos Capuchos
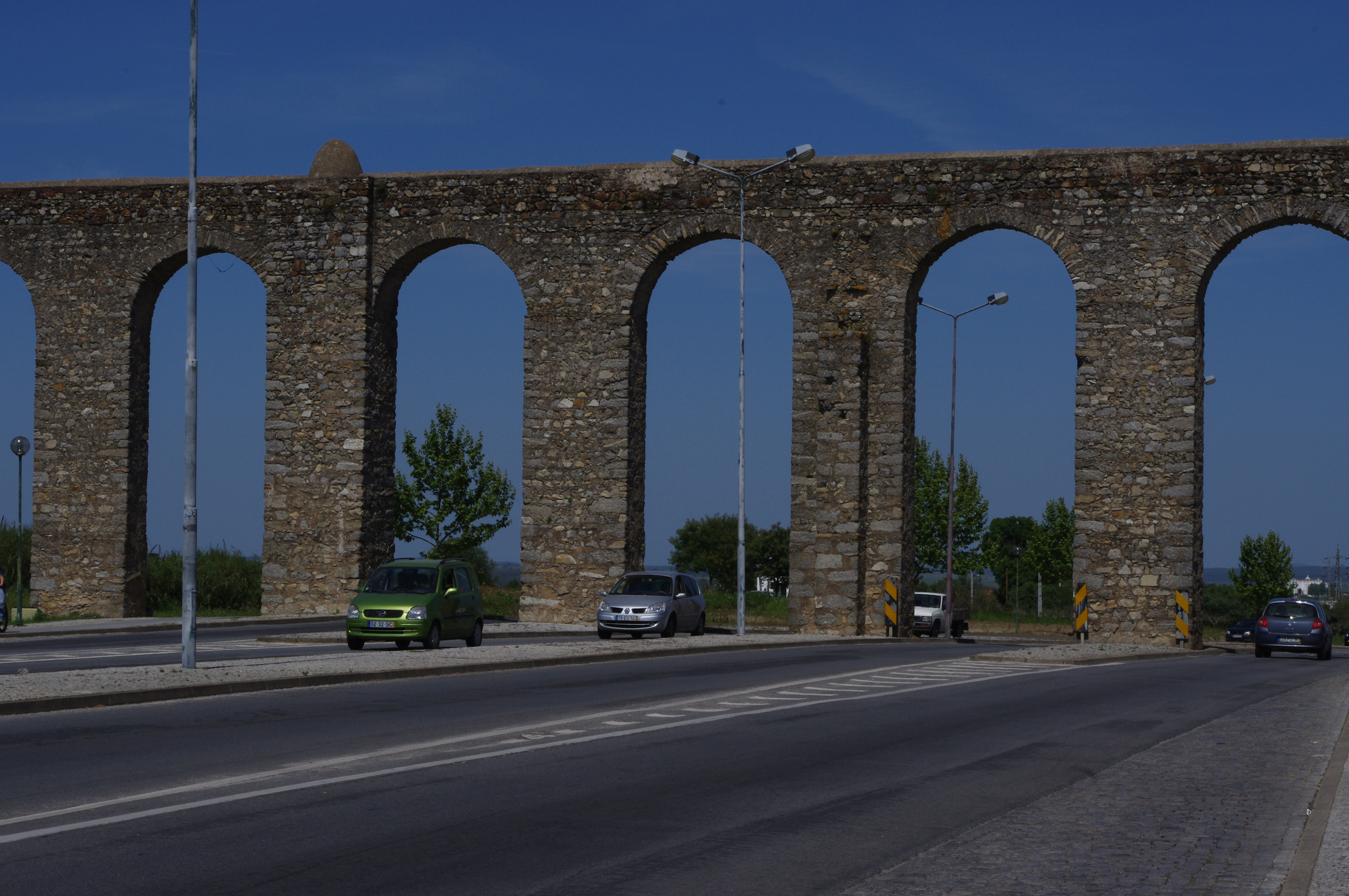
Aqueduct at Evora - Apr 2011
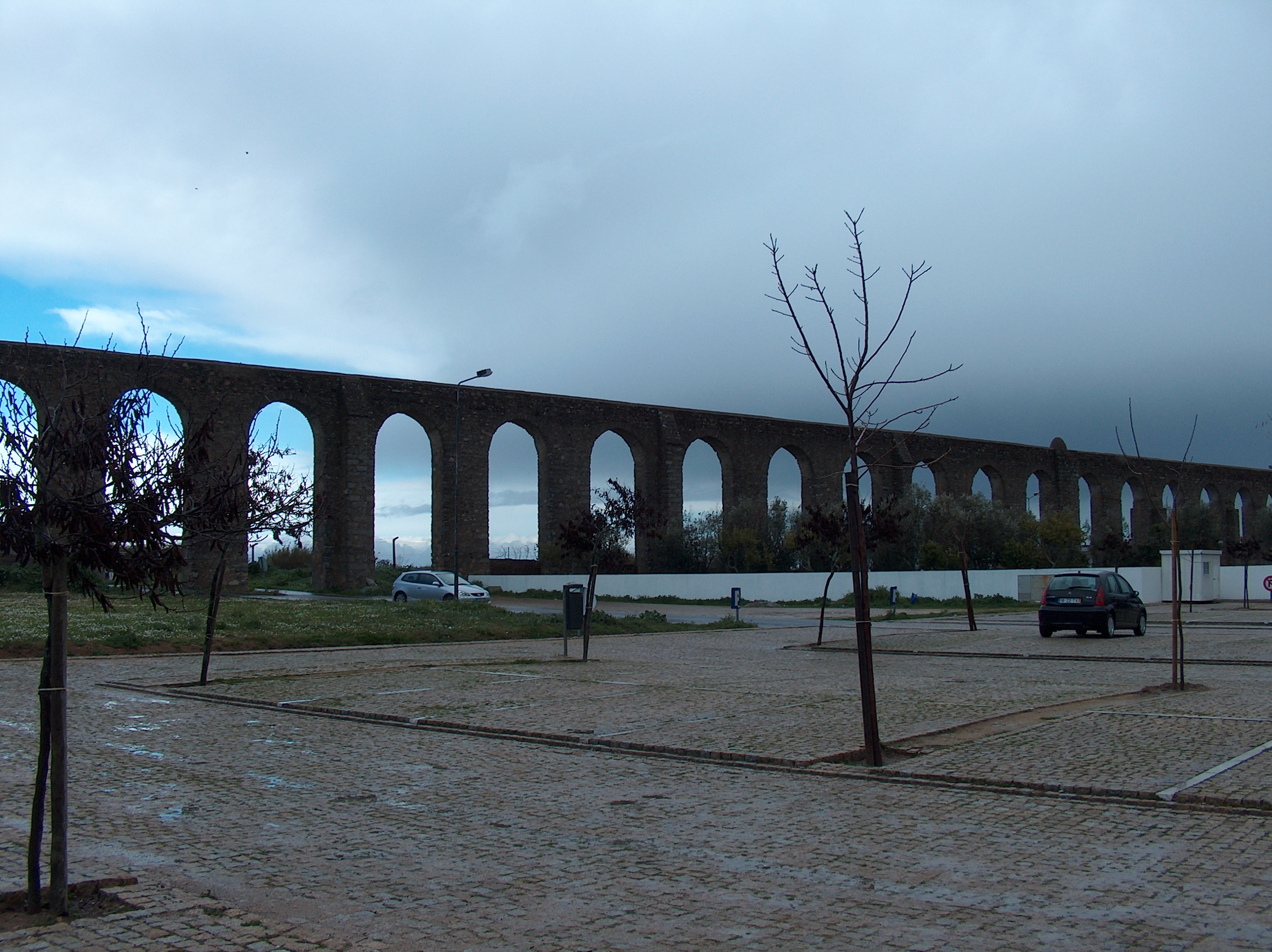
Évora aqueduto da água da prata1163
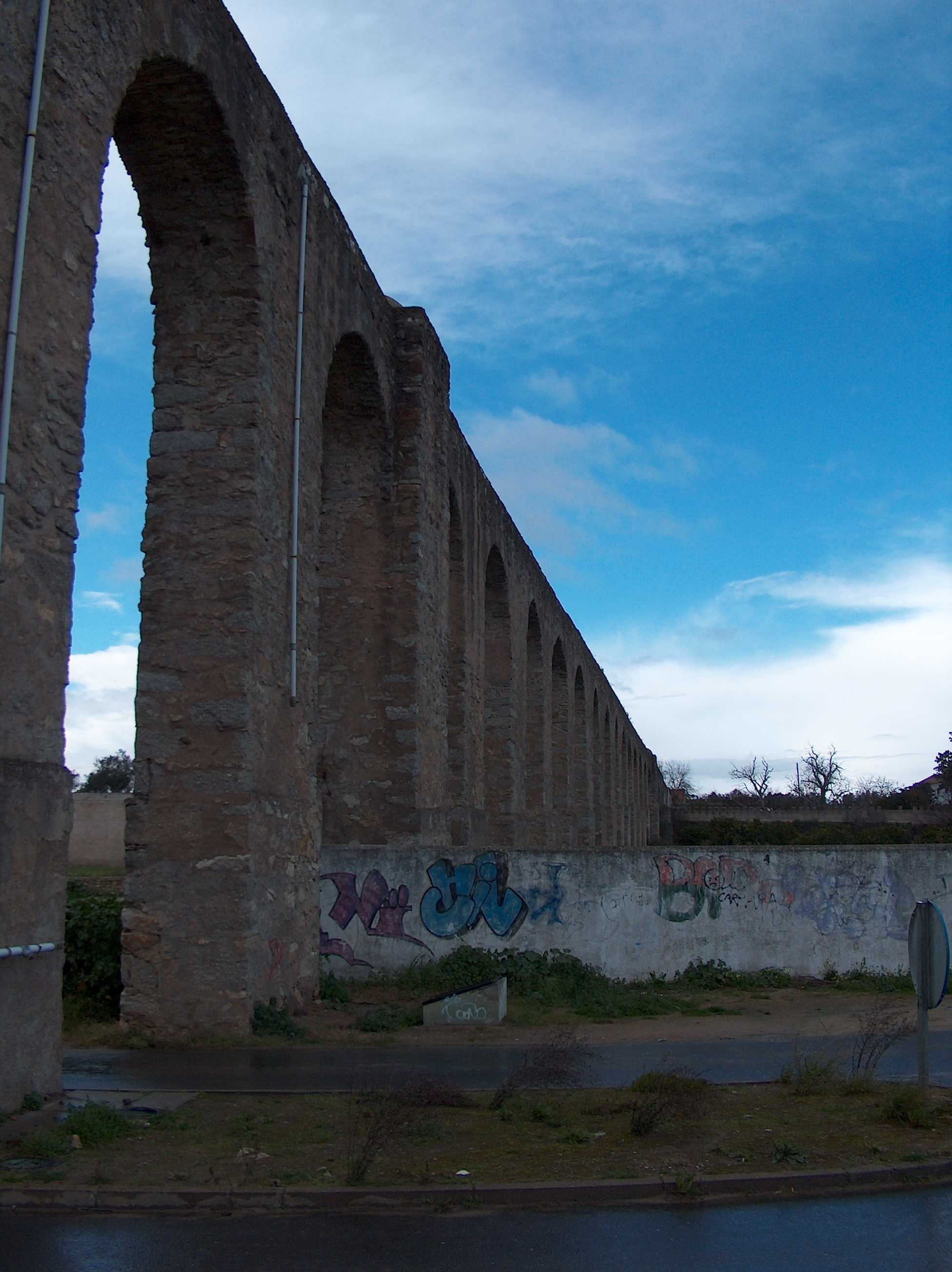
Évora aqueduto da água da prata1168
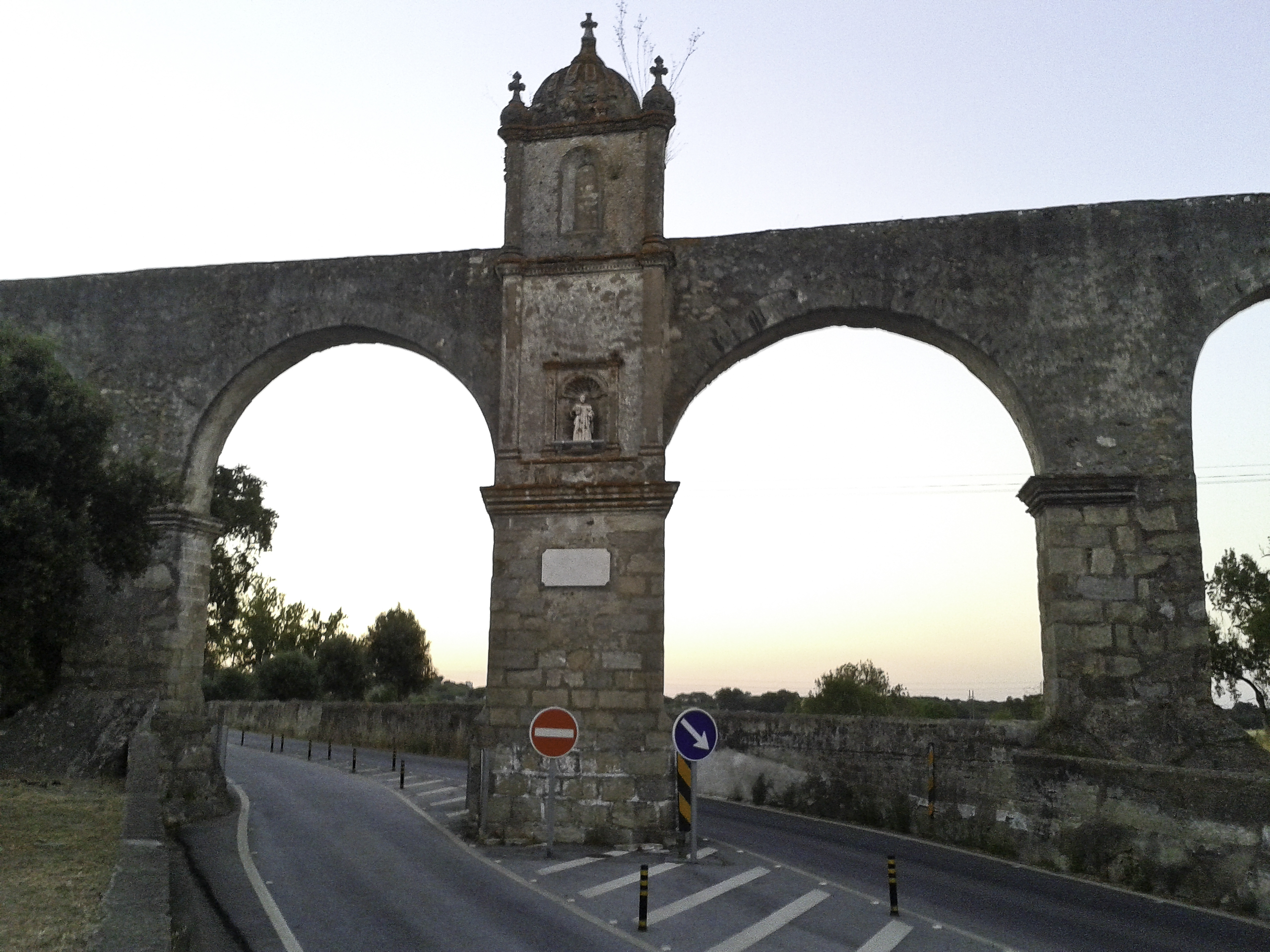
Aqueduto da Água da Prata à saída de Évora na estrada de Arraiolos.
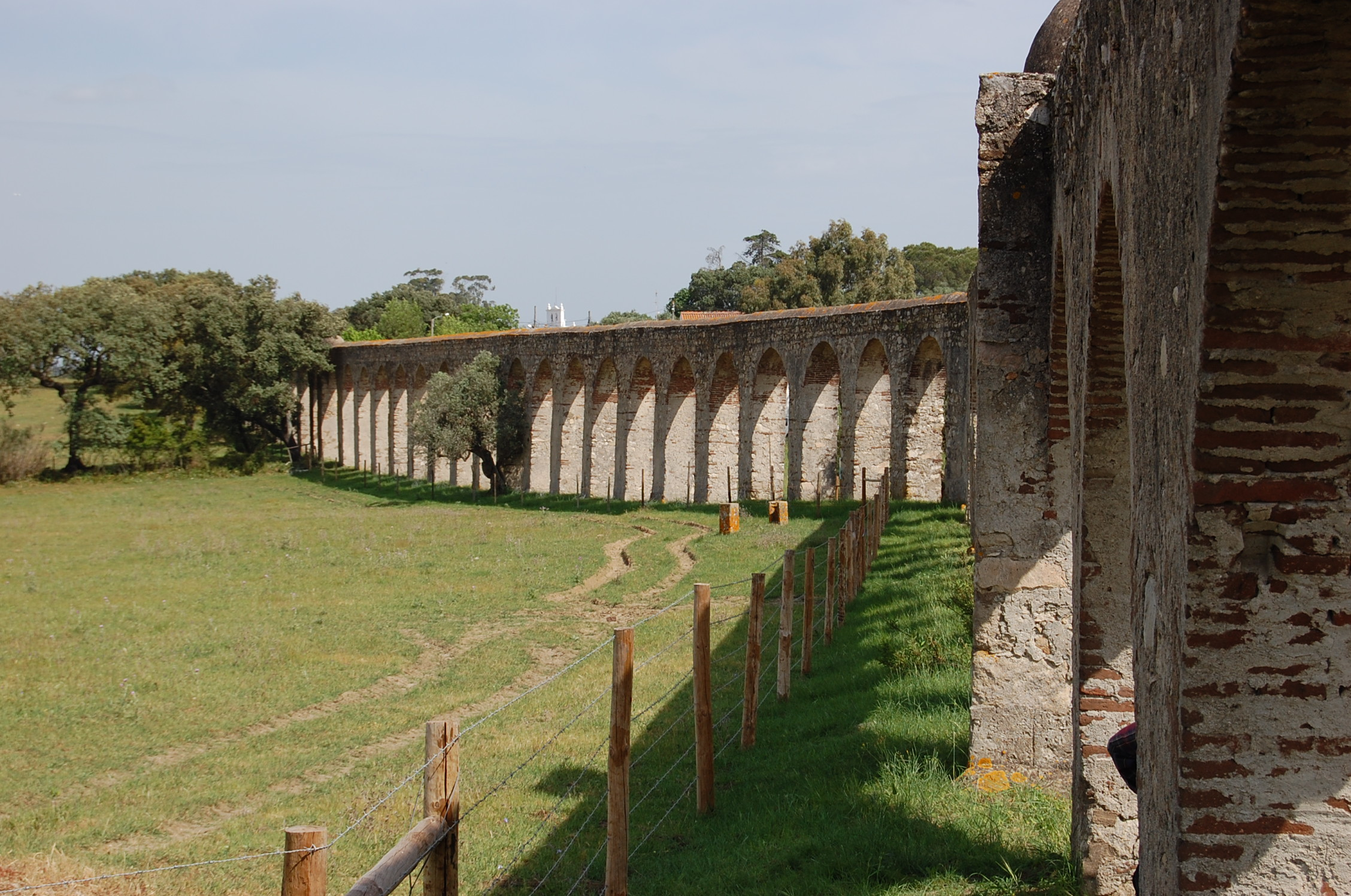
Aqueduto Água de Prata
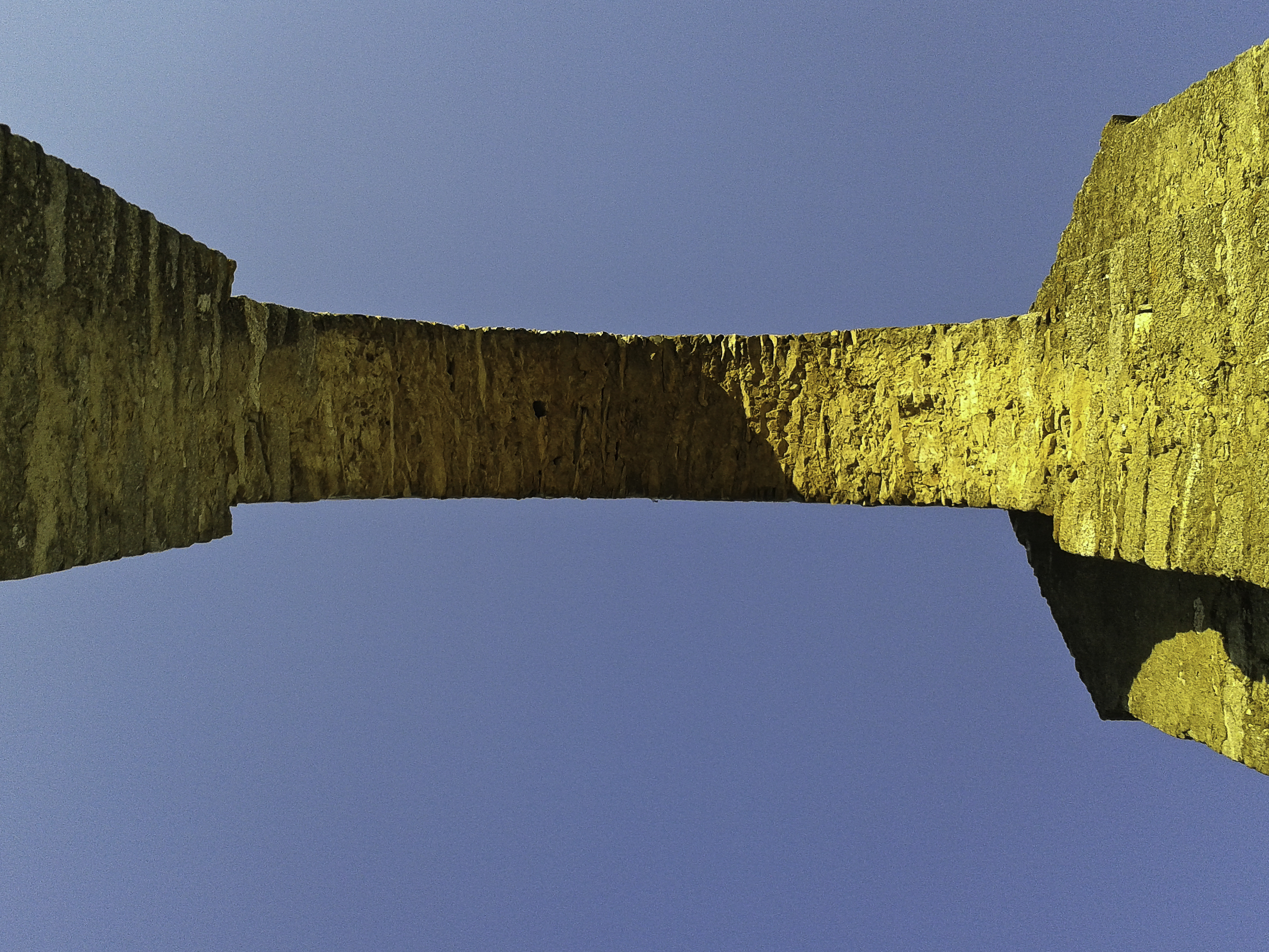
Arcada do Aqueduto da Água de Prata vista de baixo para cima
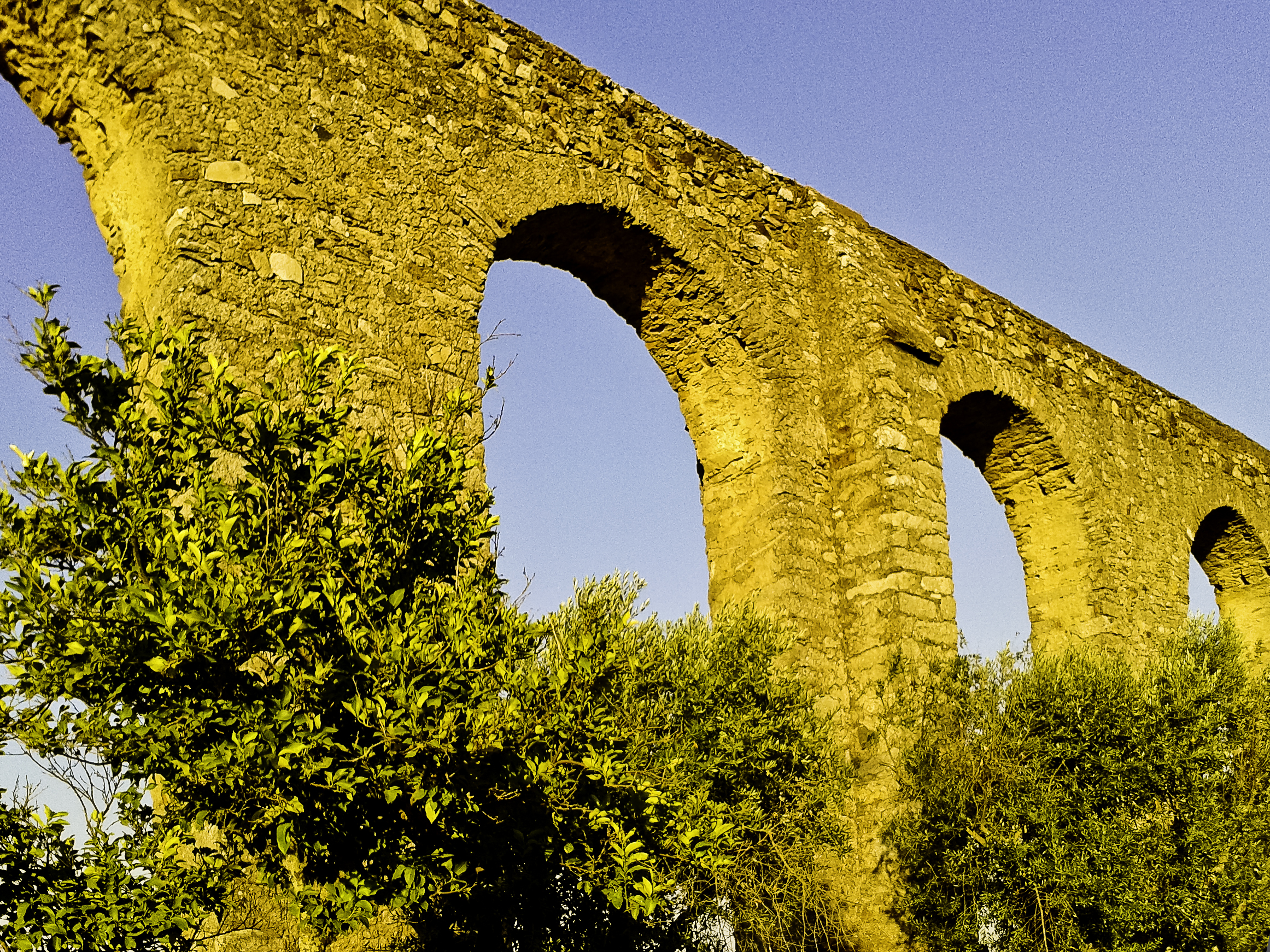
Arcadas do Aqueduto da Água da Prata
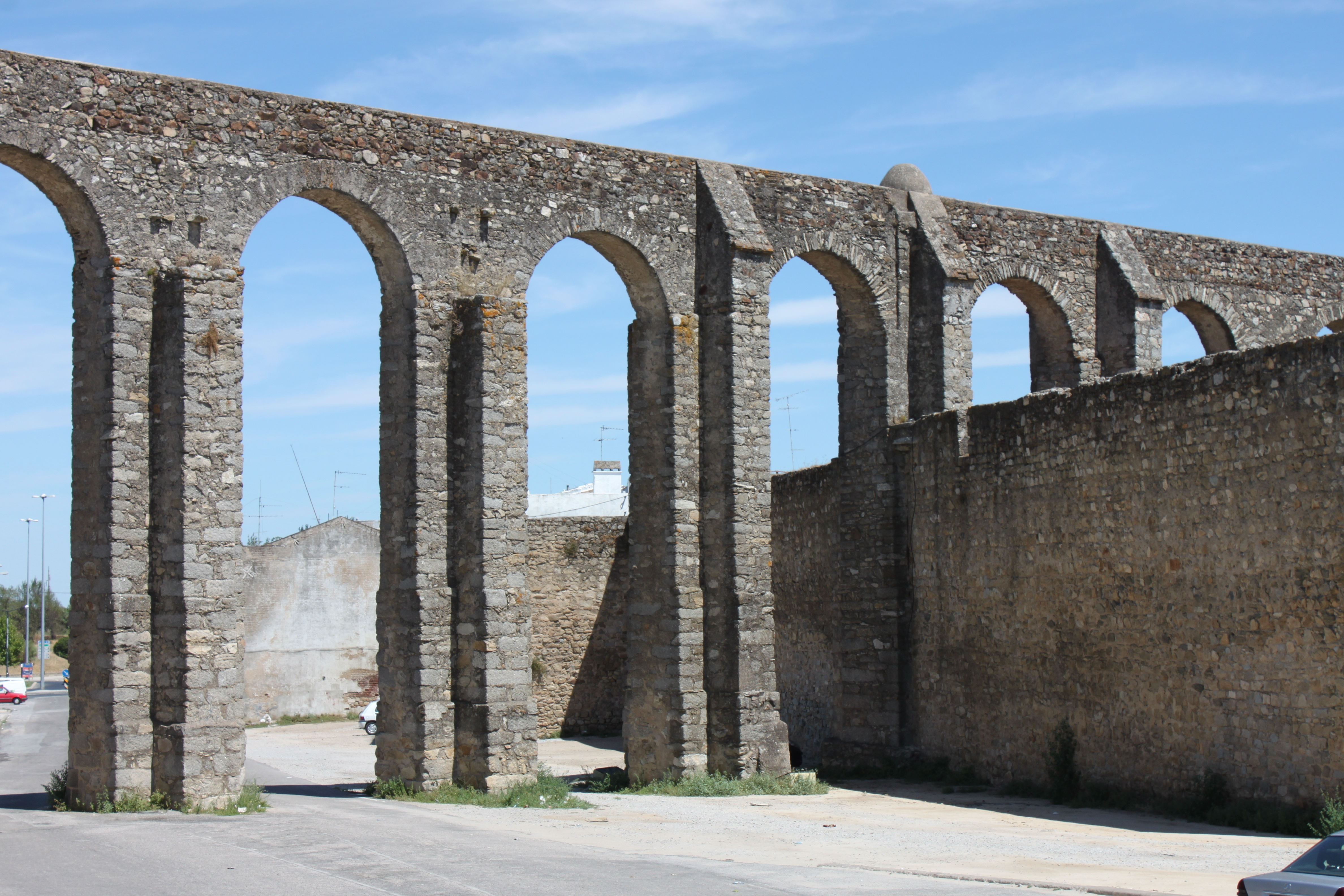
Aqueduto da Prata
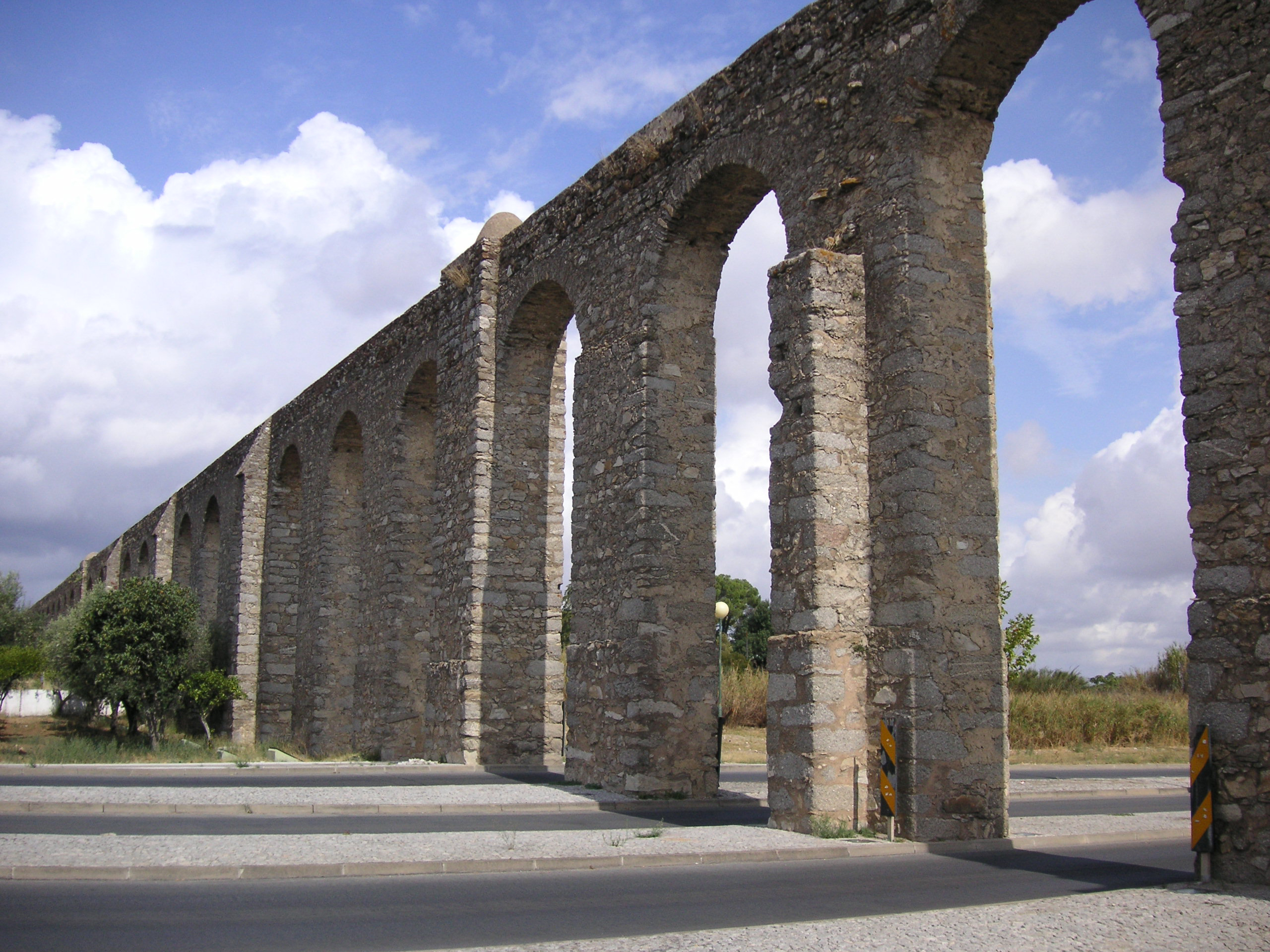
Aqueduto da Água da Prata
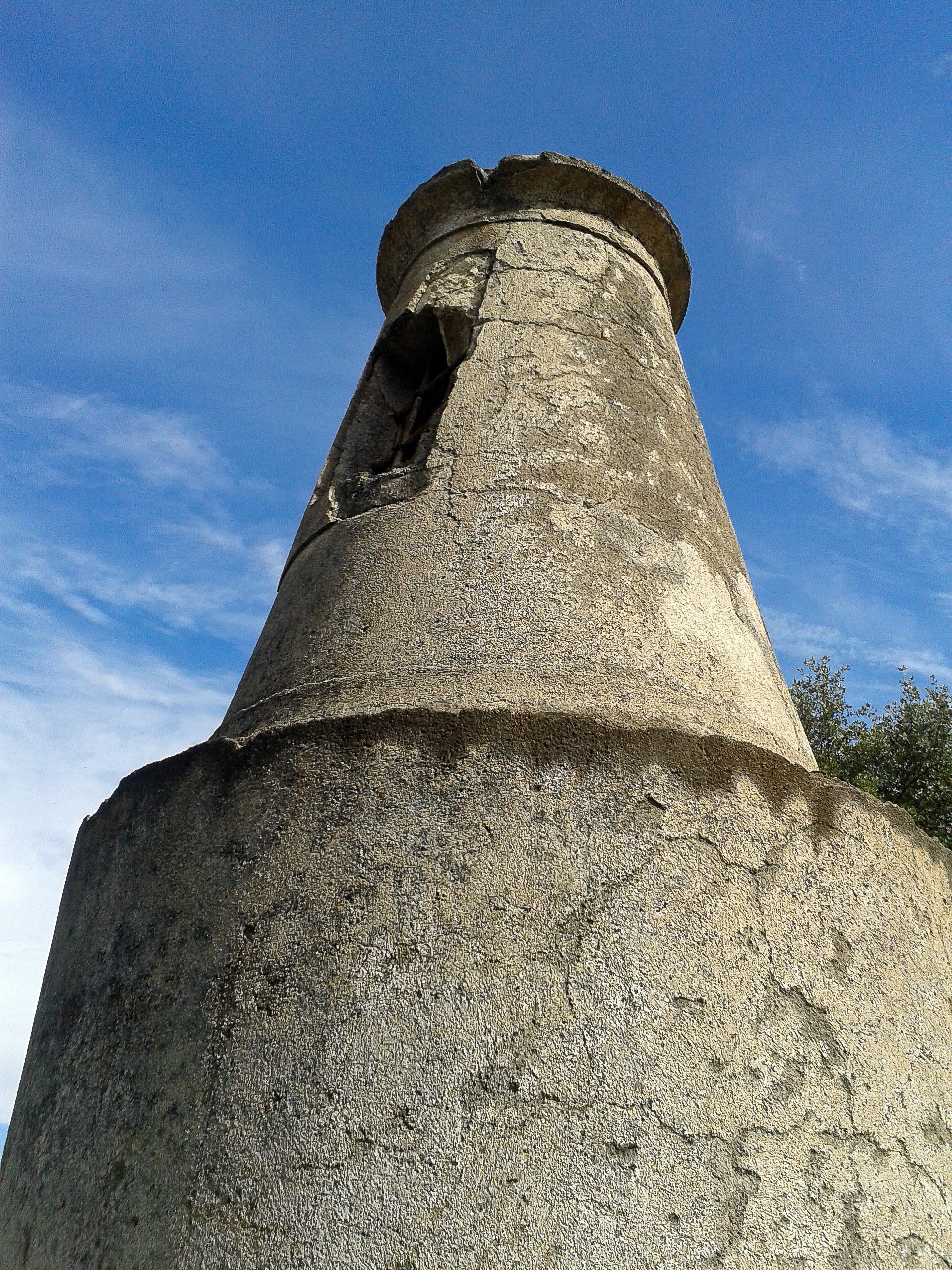
Caixa de ventilação do Aqueduto da Água da Prata
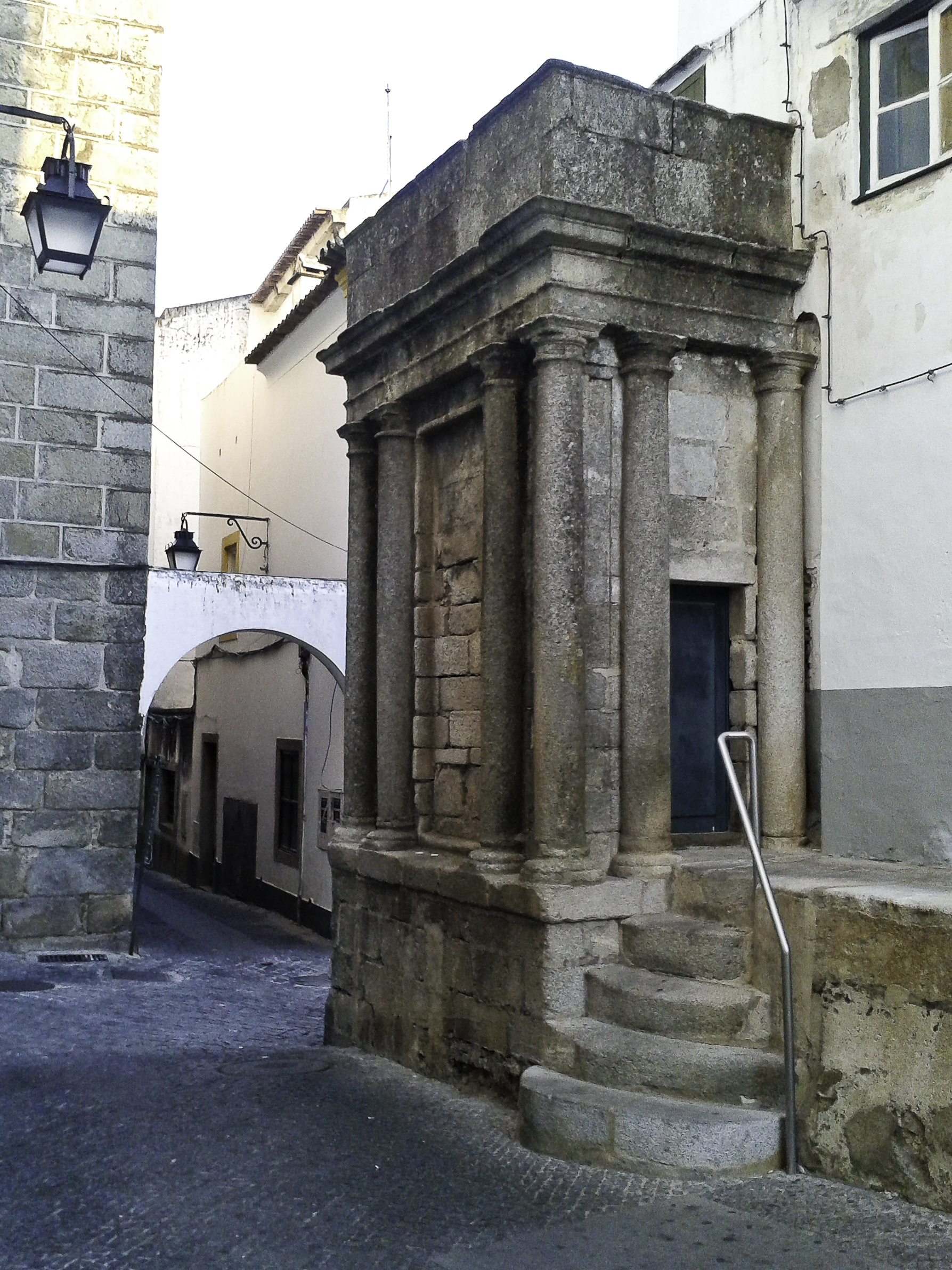
Caixa de água renascentista (Vista da direita) - Aqueduto da Água de Prata
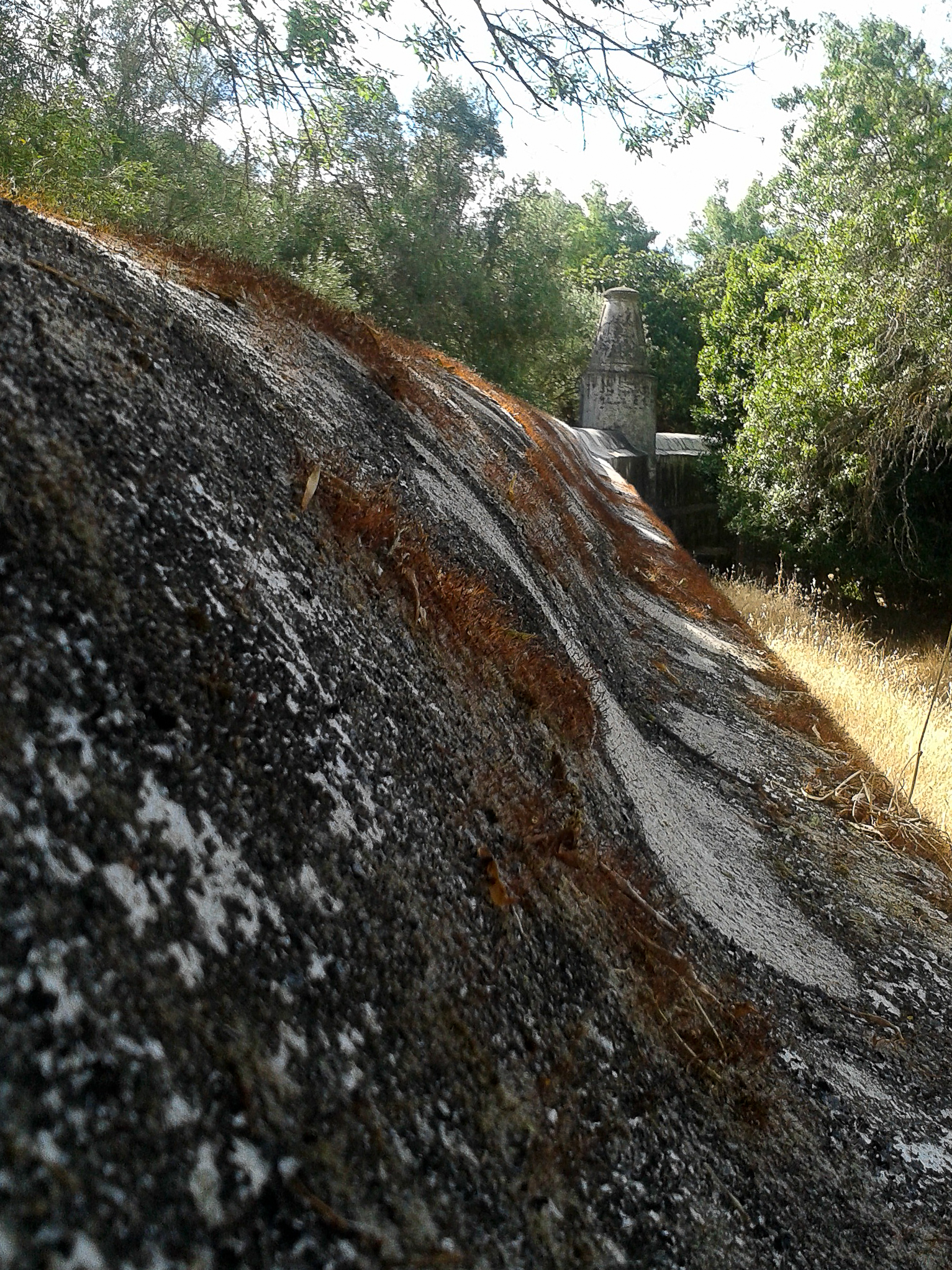
Cano do Aqueduto da Água da Prata (Parte restaurada do século XIX)
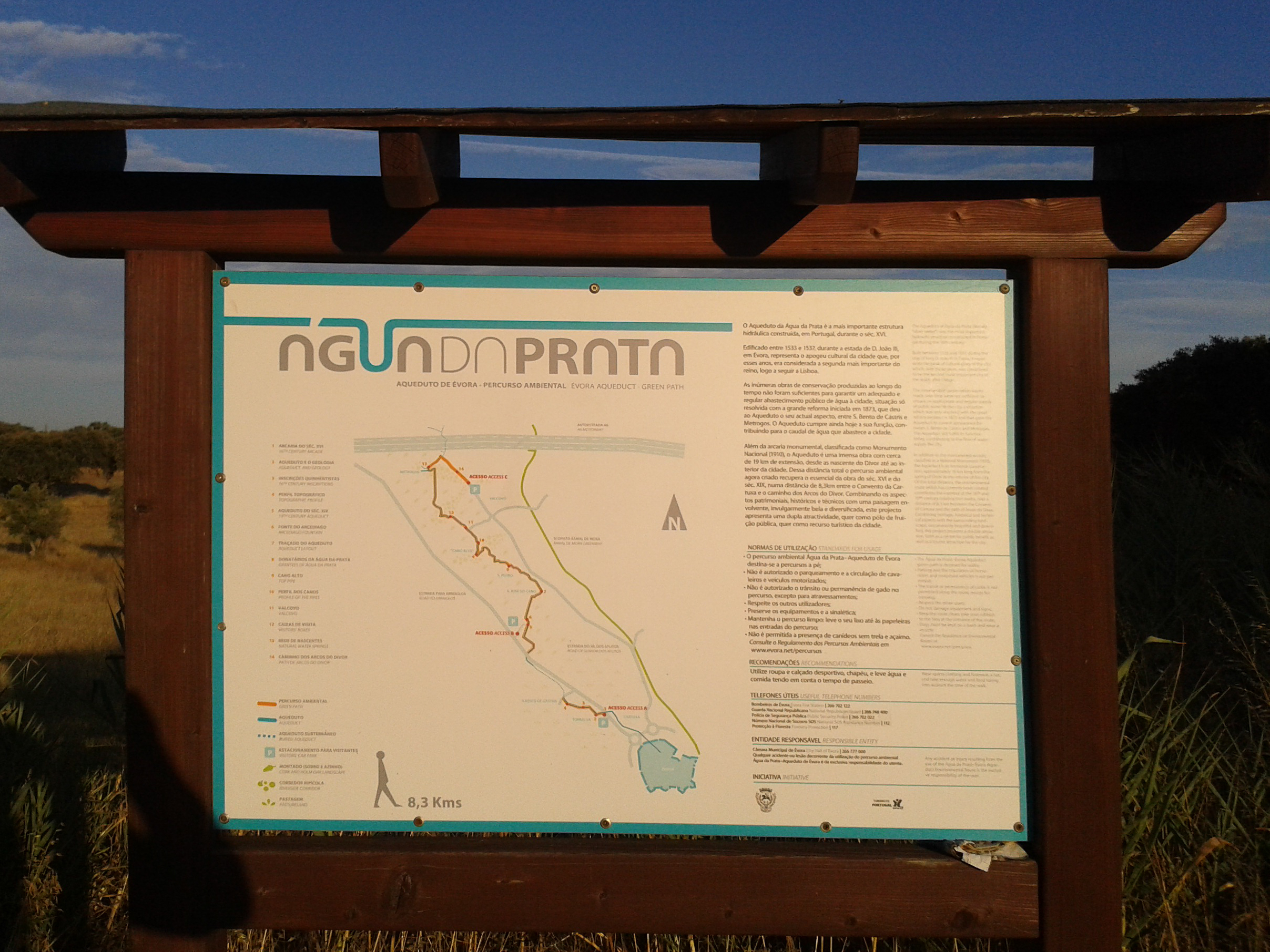
Cartaz do Percurso Ambiental do Aqueduto do Braço de Prata
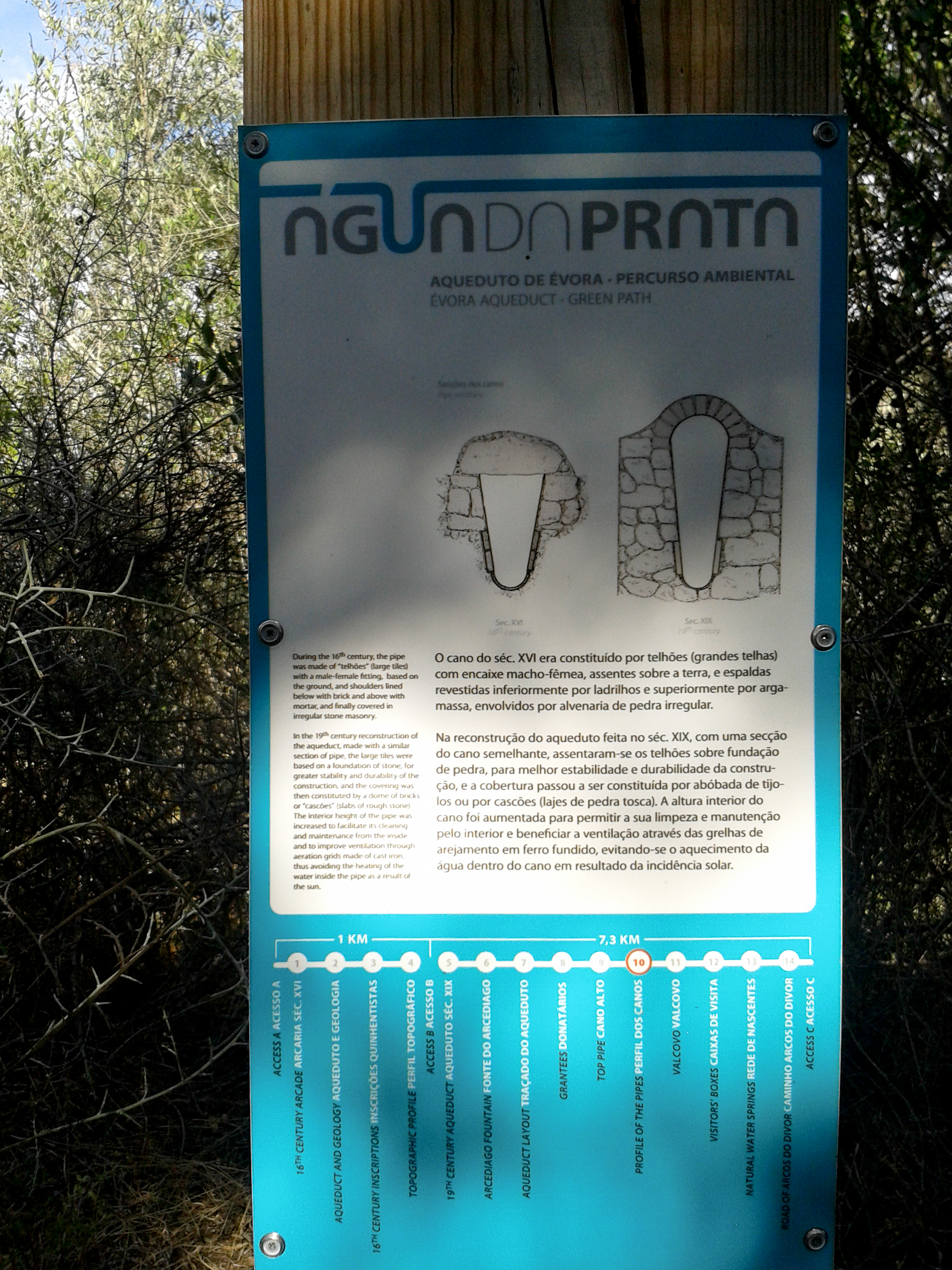
Cartaz informativo sobre o Perfil dos Canos do Aqueduto das Águas de Prata
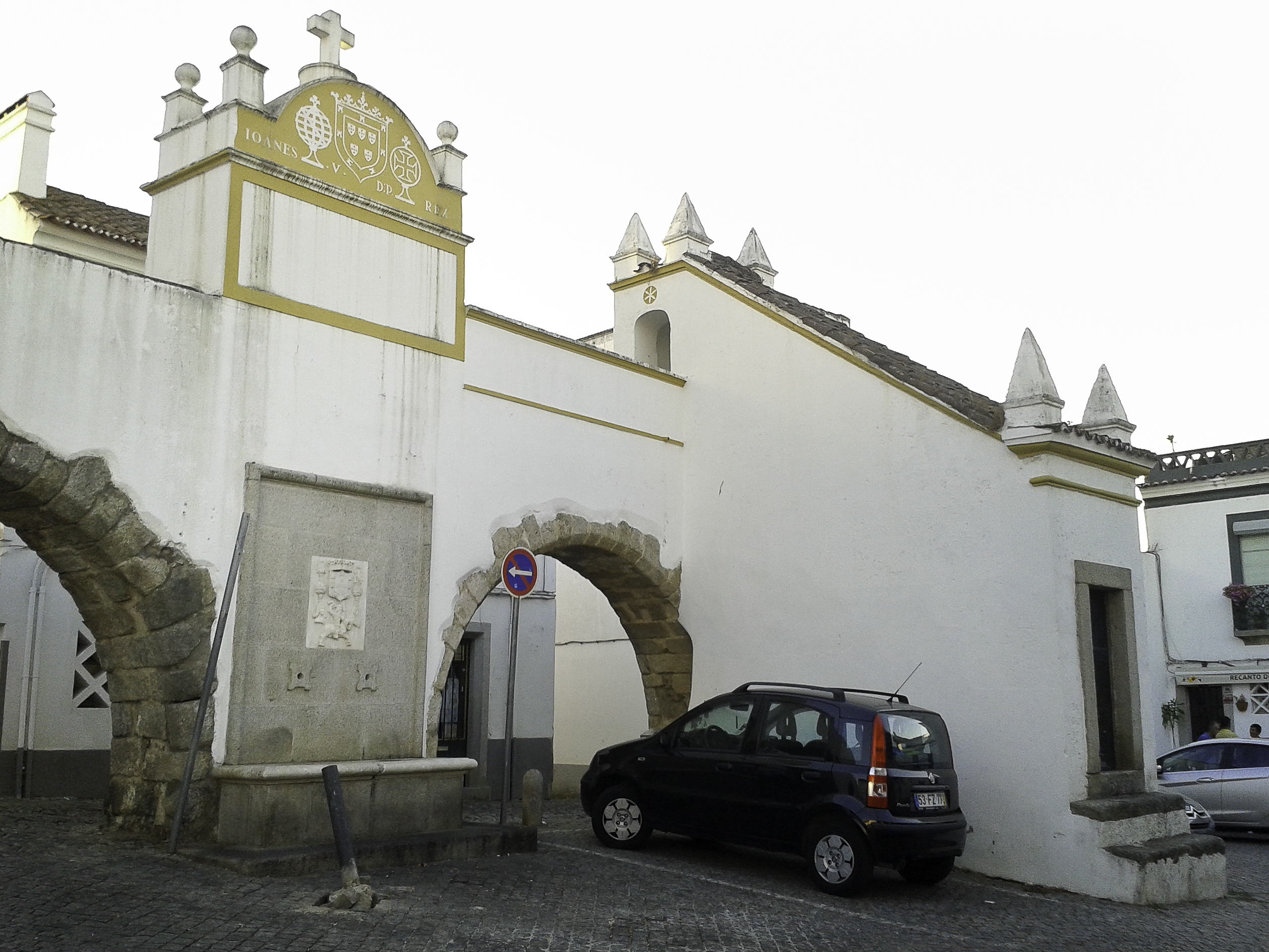
Chafariz seiscentista do Largo do Chão das Covas
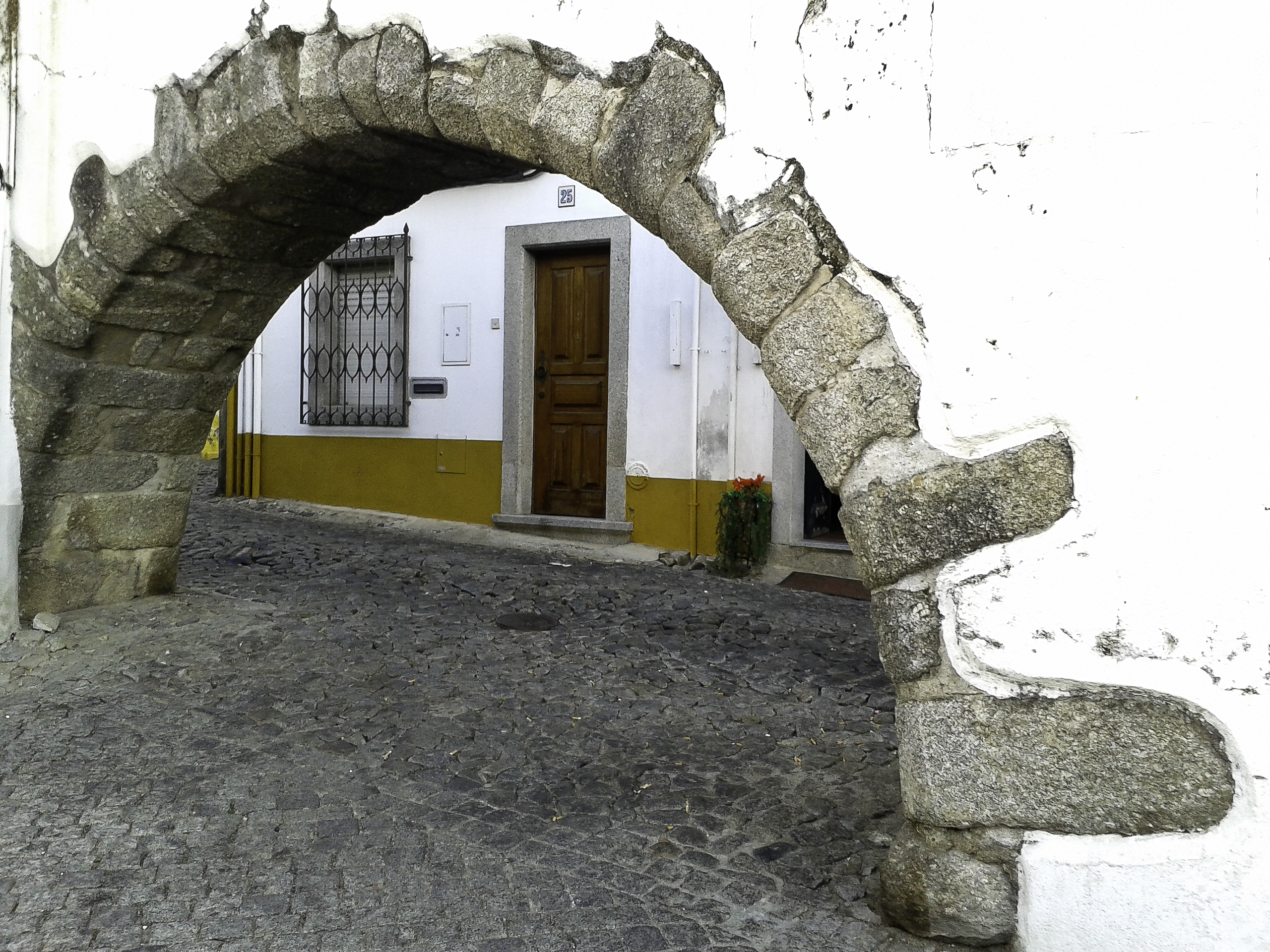
Pequena arcada do Aqueduto da Água da Prata entre a Rua do Cano e o Largo do Chão das Covas
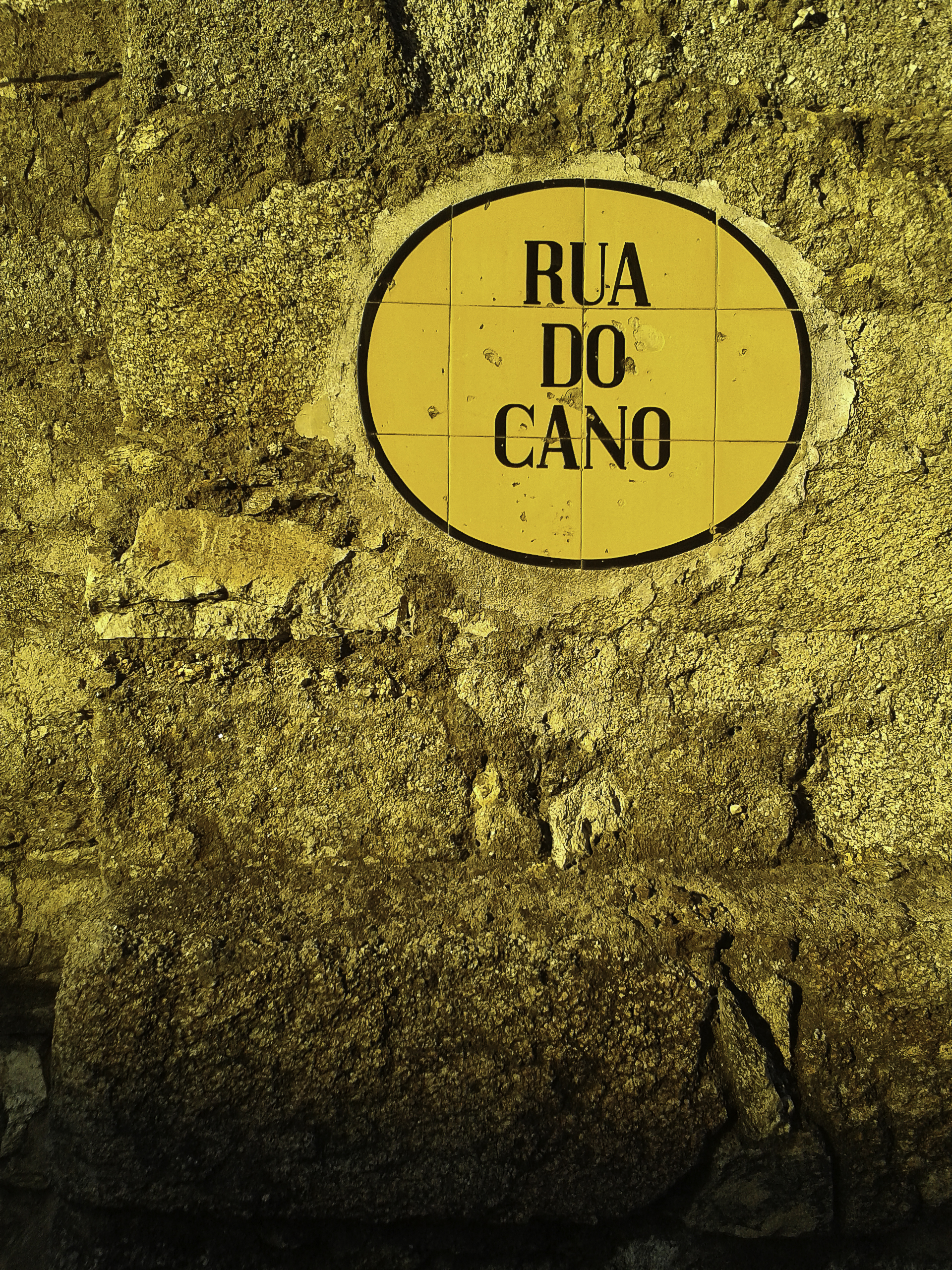
Placa identificativa da Rua do Cano em Évora
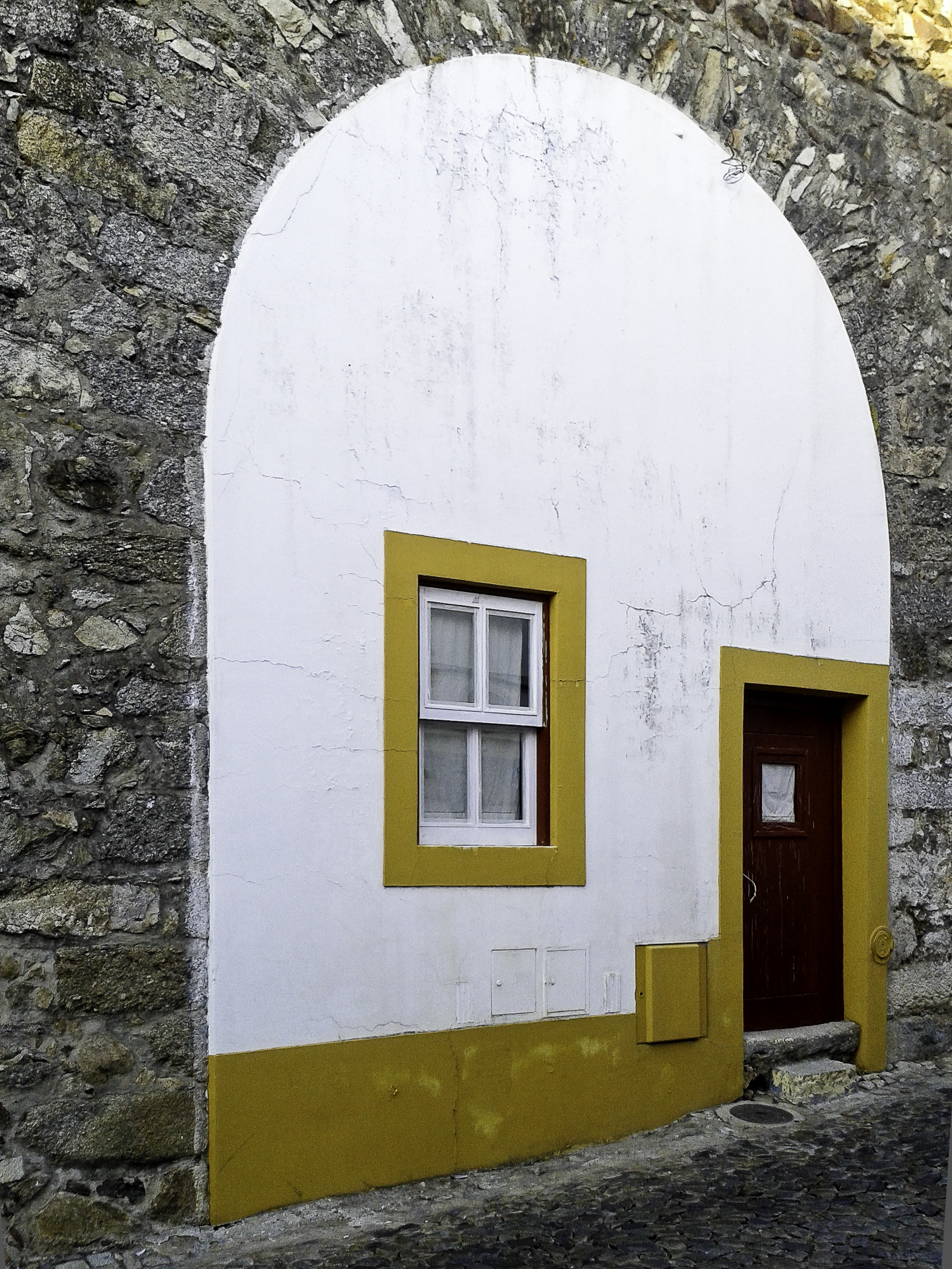
Pormenor de casa construída dentro de arcada do Aqueduto da Água da Prata
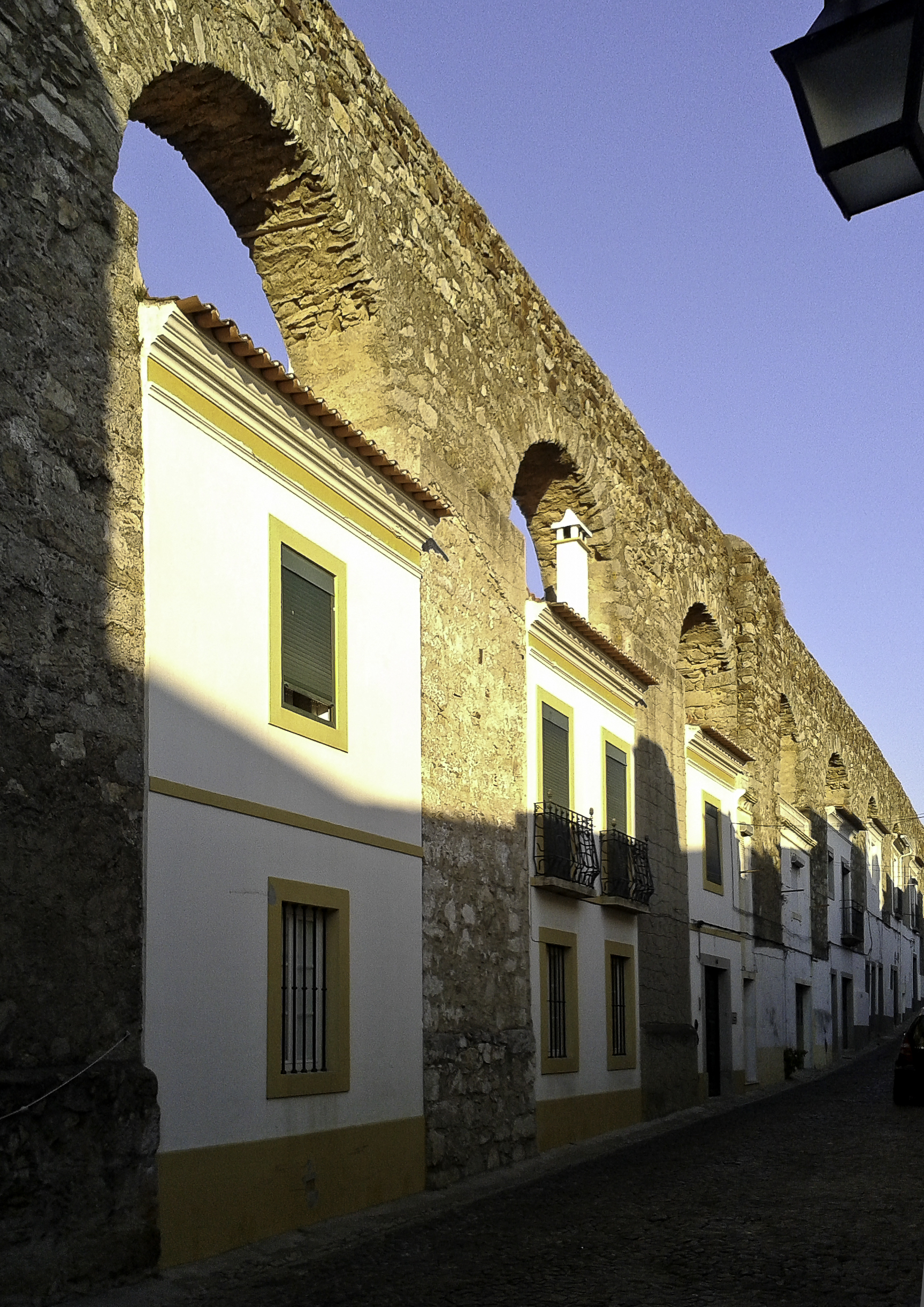
Rua do Cano em Évora - Aqueduto da Água de Prata
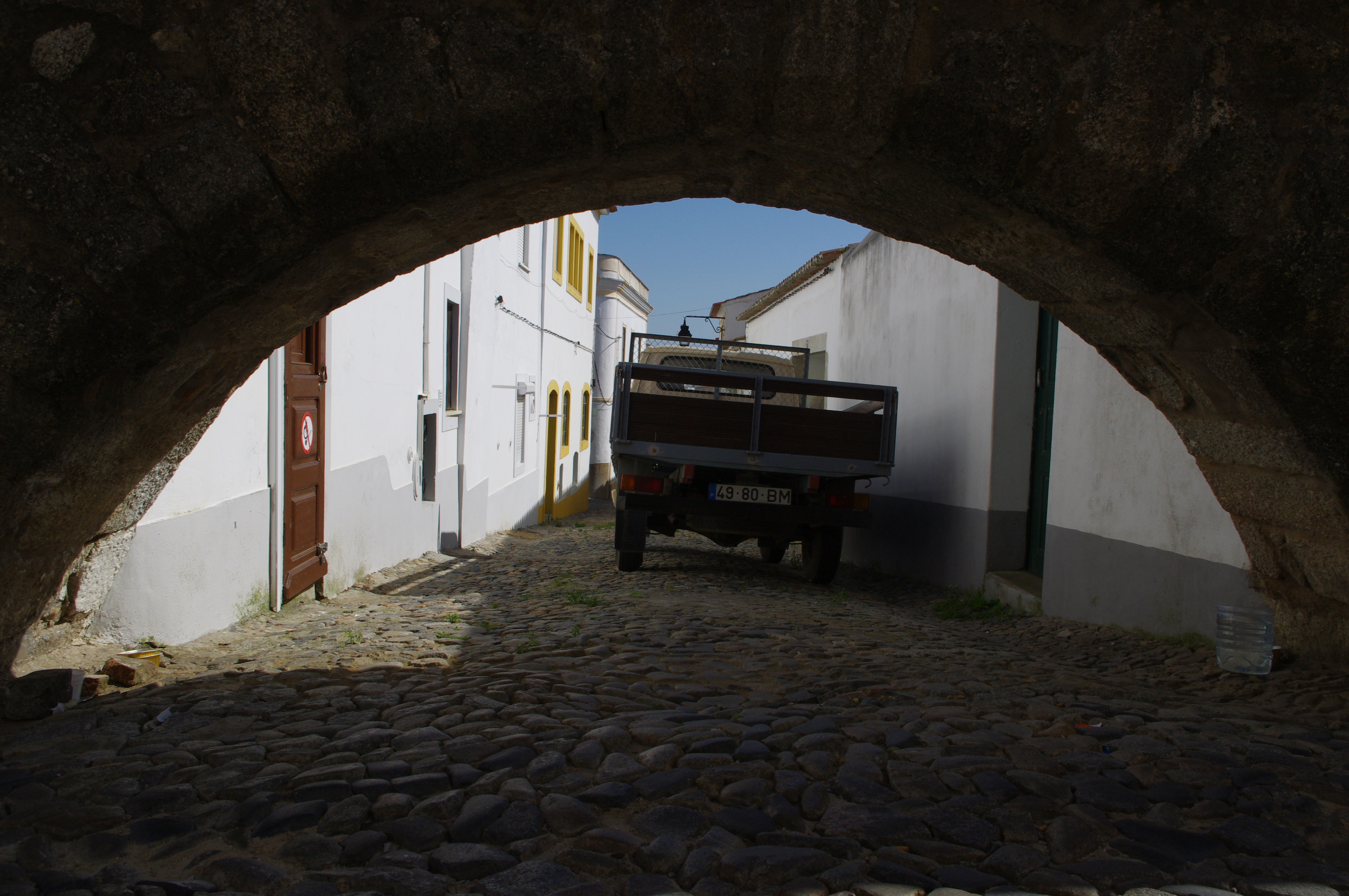
Impossible Parking Spot, Évora - Apr 2011
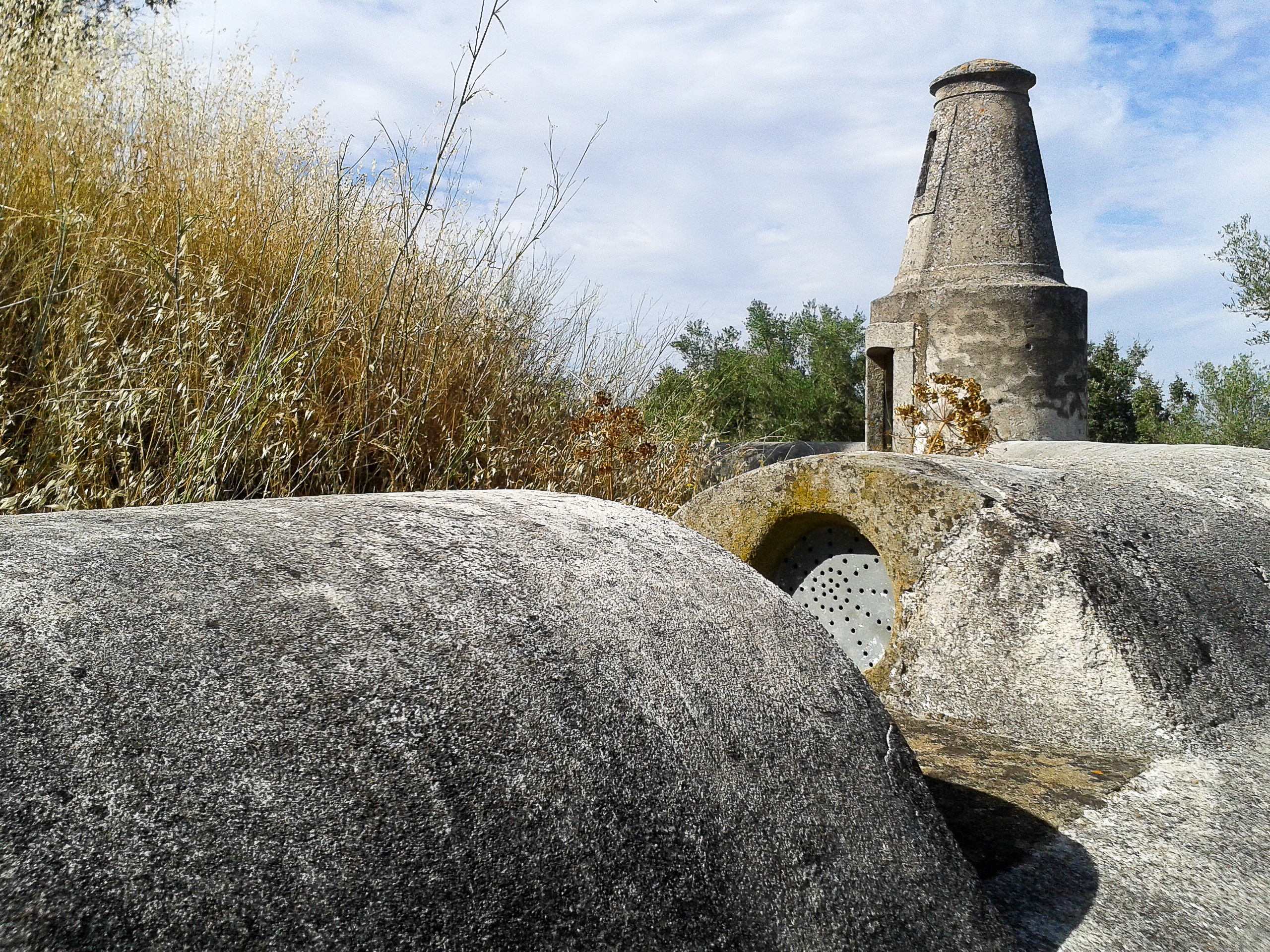
Pormenor do cano melhorado no século XIX do Aqueduto da Água da Prata